# 乃木坂46
乃木坂46（のぎざかフォーティーシックス、Nogizaka46）は、日本の女性アイドルグループである。秋元康の総合プロデュースにより、2011年8月21日に結成した。

## 概要
2011年にソニー・ミュージックエンタテインメント（SME）と秋元康の合同プロデュースによる新たな女性アイドルグループが企画され、結成に至った。背景には、AKB48は2006年からSMEグループのデフスターレコーズに所属していたが、2008年にキングレコードへ移籍した後にヒットし、ソニーミュージックの担当者が「逃した魚は大きかった」と表現したように、ソニーに多大な影響を与えたことが挙げられる。結成時のメンバーにはモデルやアイドルなど多くの芸能活動経験者が名を連ねた。
乃木坂46はAKB48グループに所属せず、AKB48公式ライバルとして存在する。AKB48グループが専用劇場を持つのに対し、乃木坂46は専用劇場を持たない。AKB48グループが選抜総選挙を実施するのに対し、乃木坂46は舞台『16人のプリンシパル』における配役決定で投票を実施するという点でAKB48グループと差別化を図っていた。このような差別化は乃木坂46の1stシングル『ぐるぐるカーテン』のミュージック・ビデオ（MV）における私立女子校の風景から提示され始めた。乃木坂46は専用劇場を持たないため、その世界観は冠番組の『乃木坂って、どこ?』などの映像を通じて構築され、各曲のMVがその世界観を補完する役割を果たしてきた。また、乃木坂46は「コンセプトがない」ことをコンセプトとし、AKB48のシャドーキャビネット（shadow cabinet）として存在する。その様相の描写は1stシングル『ぐるぐるカーテン』のカップリング曲『会いたかったかもしれない』のMVから出現し始めた。このMVはAKB48の『会いたかった』をトレースした作品で、AKB48の影を描写している。このため『会いたかった』のMVが真夏に撮影されたのに対して『会いたかったかもしれない』のMVは真冬に撮影された。『会いたかったかもしれない』のMVには当時のAKB48のセンターであった前田敦子が登場し、乃木坂46のセンターに抜擢された生駒里奈に当時の自分を重ねるような視線を送るシーンがある。
乃木坂46合同会社職務執行者の今野義雄によれば、乃木坂46では「AKB48とは異なるかたちのエンターテインメントを目指すプロジェクト」を方針としていくつかのテーマを掲げている。第一に「劇団」のようであること。乃木坂46においてダンスは「舞踏・舞踊」として位置づけられ、ダンスを通じて「劇を演じる」ことによってひとつの作品を提示することを命題としており、振付面ではミュージカルのような芝居ができるグループとして「差別化したい」「大御所でいきたい」という秋元康の意向から、1stシングルから5thシングルまで南流石が振付を担当した。第二に「文化的」であること。CDの特典映像として何度か収録されている個人PVは、乃木坂46のメンバーを用いて文化的な要素を引き出すための装置として位置づけられている。
音楽面では、既存のアイドルグループとの差別化を図るためにフレンチ・ポップスが採用された。スタイリストの堀越絹衣らによって制作された歌衣装は「おしゃれなリセエンヌ」というイメージから、紫をキーカラーに淡い色調で彩られたクラシカルなフォルム、白い三つ折りソックスとワンストラップのエナメルシューズが定番である。ただし、このようなフレンチ・ポップス路線は1stシングル『ぐるぐるカーテン』から3rdシングル『走れ!Bicycle』まで続いた後、4thシングル『制服のマネキン』を機に路線変更がなされ、新しいイメージが打ち出された。一転して強いメッセージ性を伴うダンスナンバーとなった『制服のマネキン』のMVはYouTube上において当時の最多再生回数を記録し、のちに乃木坂46の作品群の中でも「ヒット曲」とみなされるようになる。林修によれば、その次作である5thシングルの表題曲「君の名は希望」の歌詞は、主人公の「一人の少年の自我の目覚め」を描写している。
その後、6thシングル『ガールズルール』でグループ結成時からセンターを務めてきた生駒里奈が白石麻衣とセンターを交代、生駒のAKB48兼任が発表される。これに対し、白石麻衣や西野七瀬、生田絵梨花などのメンバーが異議を唱え、見解の相違は物議を醸し、何をもって公式ライバルなのか、グループの存在意義が問われた。ファンの間では兼任反対の署名運動が巻き起こった。この結果、AKB48を「乗り越えなければならない目標（坂道）」としていた乃木坂46は、AKB48グループのような構造を追求するのではなく、個々のメンバーの個性を活かす方向へと移り変わっていった。4月2日発売の8thシングル「気づいたら片想い」では西野七瀬が初の表題曲センターに抜擢された。2015年には「乃木坂46 新プロジェクト」を掲揚し、乃木坂46に続く坂道シリーズ第2弾として欅坂46（現：櫻坂46）が誕生した。これを機に乃木坂46はAKB48とは異なる独自グループとして始動する。
2017年には17thシングル『インフルエンサー』で初のミリオンを達成。同年、爆発的な売上を記録した白石麻衣の2nd写真集『パスポート』を筆頭に、メンバーの写真集6作がオリコン年間写真集ランキングトップ10にランクイン。11月7日・8日には東京ドームでの初ライブとなる「真夏の全国ツアー2017 FINAL!」を開催して2日間で計11万人を動員し、年間のライブ総動員数は約46万人に達した。15本以上のCM出演数を含め、これらの数字は女性グループとして歴代トップクラスで「No.1アイドルグループ」と称された。年末には17thシングル表題曲「インフルエンサー」が第59回日本レコード大賞を受賞し、ともに優秀作品賞にノミネートされていたAKB48の「願いごとの持ち腐れ」との「直接対決」を初めて制した。翌2018年も20thシングル表題曲「シンクロニシティ」が第60回日本レコード大賞において大賞を受賞し、女性グループとしては2011年、2012年のAKB48に続く史上2組目の大賞連覇を達成、賞レースの実績でもAKB48に肩を並べた。
同2018年、2会場同時ライブや初の海外単独公演を行い、前年同様にオリコン年間写真集トップ10に6作がランクインするなど個々も活躍した一方、生駒里奈や西野七瀬、若月佑美など結成当初からのメンバーを含む8人がグループを卒業。3期生・4期生のみでの番組出演や単独ライブ開催など、次世代とされるメンバーがフィーチャーされる機会が増加し、メディアでは「変革期」「世代交代」と表現されるようになる。そのような中、約9年間にわたってグループを牽引した白石麻衣が2020年にグループを卒業。白石の卒業後初のシングルとなる26thシングル『僕は僕を好きになる』では、センターの山下美月に加えその両隣のポジションも3期生が固めた。これらの潮流を世代交代のターニングポイントと位置づけるメディアもある。
2023年には最後の1期生と2期生だった秋元真夏と鈴木絢音が卒業し、3期生を筆頭とする新体制となって迎えた「乃木坂46 真夏の全国ツアー2023」では、グループ初の沖縄公演のほか、明治神宮野球場4日間の公演を史上最少人数で臨み、東京公演のみで15万4000人、全16公演では25万人を動員した。

### グループ名の由来

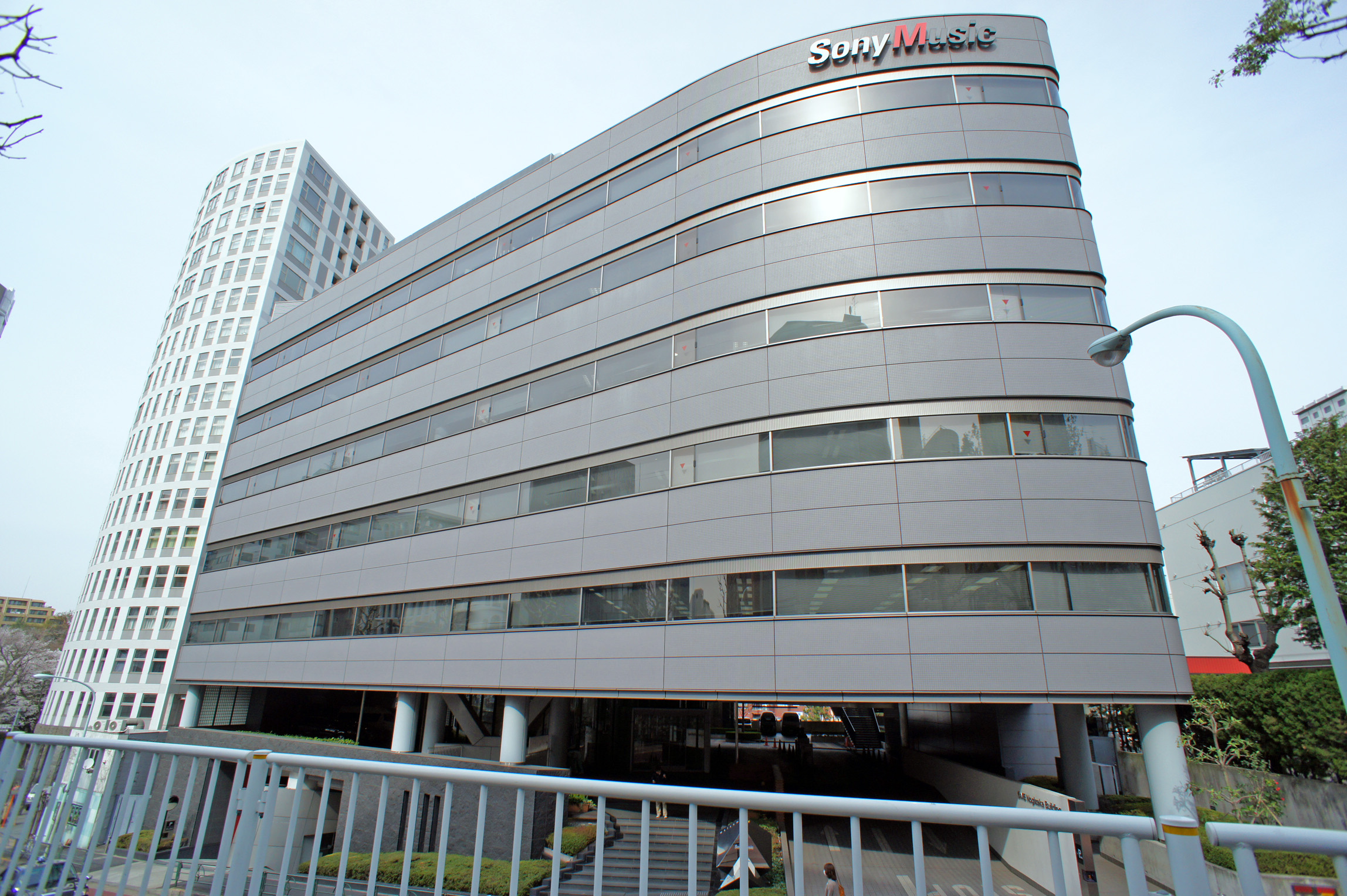
グループ名の由来となった旧・SME乃木坂ビル

グループ名に用いられている「乃木坂」は、乃木坂46のプロデュース会社であるソニー・ミュージックエンタテインメント（SME）が当時所有していた港区赤坂の「SME乃木坂ビル」を由来とし、同ビルは結成メンバーの最終オーディション会場として使用された。ただし、乃木坂46のマネジメント会社である乃木坂46合同会社（乃木坂46LLC）の登記上の本店は、SME本社が入居する「SME六番町ビル」（千代田区六番町）に所在する。当初、ソニー側は「六番町」というグループ名を提案していたが、総合プロデューサーの秋元康が「乃木坂」を提案、議論の結果「乃木坂」に決定した。乃木坂46の「46」という数字は、公式ライバルであるAKB48より人数が少なくても負けない、という意味を込めて秋元康が命名した。

### 円陣での掛け声
「せーの! のー!（拍手4回）ぎゅー!（拍手3回、3回）ぎゅー! せーの! 努力! 感謝! 笑顔!うちらは乃木坂上り坂! 46!（フォーティーシックス）」という掛け声が主にライブ前に行われる円陣で使用される。

### 公式お兄ちゃん
『乃木坂って、どこ?』『乃木坂工事中』のMCを務めているバナナマンは乃木坂46の「公式お兄ちゃん」とされており、メンバーやファンから親しまれている。

## 年譜

### 2011年
- 8月21日、結成日[1]。オーディションの結果、3万8934人の中から36名を選出[70][71]。
- 8月22日、1期生36名を発表[5]。
- 9月25日、『メンバーお見立て会』（SME乃木坂ビル）を開催。来場者に『ファンの証』を配布[72]。
- 10月3日、初のテレビ冠番組『乃木坂って、どこ?』放送開始[73]。
- 10月23日・24日、『メンバーお見立て会』を『第一回お見立て会』と題して追加開催（23日はSTUDIO COAST、24日はZepp Tokyo）。来場者に『ファンの証』を配布[74]。

### 2012年
- 1月19日、『AKB48 リクエストアワーセットリストベスト100 2012』（TOKYO DOME CITY HALL）で、デビュー曲「ぐるぐるカーテン」を初披露[75]。
- 2月6日、『MUSIC JAPAN』（NHK総合）でAKB48・SKE48・NMB48とテレビ初共演[75]。
- 2月22日、1stシングル「ぐるぐるカーテン」（ソニー・ミュージックレコーズ）でCDデビュー[15]。カップリング曲「会いたかったかもしれない」は、AKB48「会いたかった」と同一の歌詞でミュージック・ビデオも同一の場所で撮影[15]。
- 5月1日、初代・大分市観光特使に就任[76]。
- 5月3日、2ndシングル「おいでシャンプー」（ソニー・ミュージックレコーズ）を発売。
- 6月17日、2012年2月5日より暫定キャプテンとして活動していた桜井玲香が正式に初代キャプテンに就任したことが『乃木坂って、どこ？』で発表された[77]。
- 8月3日、3rdシングルのカップリング曲「人はなぜ走るのか?」が『2012 FIFA U-20女子ワールドカップ』の公式テーマ曲に決定[78]。
- 8月23日、3rdシングル「走れ!Bicycle」（ソニー・ミュージックレコーズ）を発売。
- 9月1日 - 9日、『16人のプリンシパル』（PARCO劇場）を上演[79]。
- 11月2日、『第46回 佛教大学 学園祭 鷹陵祭』で学園祭に初出演[80][81][82]。
- 11月15日 - 18日、世界ツーリングカー選手権マカオGPに「乃木坂46 with cipher Racing Team」として高山一実・西野七瀬・能條愛未・深川麻衣・若月佑美が参加[83][84][85][86][87][88][89]。
- 12月10日、『CM NOW』（2012年12月10日、玄光社）の「読者の選ぶCM大賞」における新人タレント部門で8位に選出[90]。星野みなみも新人タレント部門で6位に選出。CM大賞では、乃木坂46が出演した「メガシャキ」（2012年7月 - 、ハウス食品）は19位、「au HTC J ISW13HT」（2012年4月 - 、HTC NIPPON）は41位、「明治 手づくりチョコレート カーテン渡し篇」（2012年1月 - 2月、明治）は42位[90]。
- 12月15日、『COUNT DOWN TV』（TBSテレビ）の2012年ブレイクアーティストで1位を獲得[91]。
- 12月17日、2期生オーディションの募集開始[92][93]。
- 12月19日、4thシングル「制服のマネキン」（ソニー・ミュージックレコーズ）を発売。
- 12月21日、オリコン年間ランキングの新人セールス部門で8億7000万円の年間総売上を記録し、AKB48グループが過去に達成していなかった1位を獲得[94]。新人部門の作品別シングル売上金額でも上位から「走れ！Bicycle」（24万1000枚）「おいでシャンプー」（22万1000枚）「ぐるぐるカーテン」（21万1000枚）の3作それぞれが年間2億9000万円を売上げ、TOP3を独占[94]。

### 2013年
- 1月1日、『CDTVスペシャル！年越しプレミアライブ2012→2013』（2012年12月31日 - 2013年1月1日、TBSテレビ）に出演[95]。
- 1月14日・21日、日本全国の成人式会場（14日）ならびにヴィレッジヴァンガードの一部店舗（21日）で無料配布された『別冊ナタリー 選挙ガイドブック』に「乃木坂46の選挙のキホン」というコーナー記事が掲載され、メンバーから生駒里奈・白石麻衣・橋本奈々未・松村沙友理が登場[96]。
- 2月22日、『1ST YEAR BIRTHDAY LIVE』（幕張メッセ 幕張イベントホール）を開催[97][98]。
- 3月12日、『乃木坂と、まなぶ』（朝日新聞デジタル）を連載開始[99]。
- 3月28日、2期生14名が「研究生」という形で活動をスタート[100]。
- 4月6日、テレビドラマ『BAD BOYS J』（日本テレビ）にレギュラー出演[注釈 10]。
- 4月7日、初のラジオ冠番組『乃木坂46の「の」』（文化放送）放送開始[102]。
- 4月30日、『Rの法則』（NHK Eテレ）に「アイドルの本音 乃木坂46」という特集でメンバー16名が初出演[103]。
- 5月3日 - 12日、『16人のプリンシパル deux』（赤坂ACTシアター）を開催。2期生がお披露目された[104]。
- 5月20日、『乃木坂って、どこ?』で2期生発表[104]。
- 5月31日 - 6月2日、『16人のプリンシパル deux』（梅田芸術劇場メインホール）を開催[104]。
- 6月7日、翌日に日産スタジアムで行われる『AKB48 スーパーフェスティバル 〜日産スタジアム、小（ち）っちぇっ! 小（ち）っちゃくないし!!〜』のため、桜井玲香・白石麻衣・橋本奈々未が『AKB48のオールナイトニッポン』でパーソナリティーを担当[105]。
- 7月2日、林野庁から木材利用ポイントPR大使に任命された[106][107]。
- 8月19日 - 30日、『乃木坂46 真夏の全国ツアー2013』を北海道（8月19日、Zepp Sapporo）、福岡（8月23日、Zepp Fukuoka）、大阪（8月27日、Zepp Namba）、愛知（8月28日、Zepp Nagoya）、東京（8月30日、Zepp Tokyo）の5会場で計10公演を開催[108][109][注釈 11]。
- 9月1日 - 30日、厚生労働省の『スマート・ライフ・プロジェクト』の応援団として「健康増進普及月間ポスター」に起用[111]。
- 10月6日、『乃木坂46 真夏の全国ツアー2013 FINAL!』を国立代々木競技場第一体育館で開催[112]。
- 10月29日、木材利用ポイントPR大使として、生駒里奈・桜井玲香・白石麻衣・西野七瀬・松村沙友理・深川麻衣の6名が代表として農林水産省に赴き、農林水産大臣・林芳正を表敬訪問[113]。
- 10月30日、映画『劇場版 BAD BOYS J -最後に守るもの-』の公開直前記念イベントとして『"BAD GIRLS J" 乃木坂46スペシャルナイト』を開催し[114]、『YouTube Live』で生中継[115]。
- 12月17日、『第3回AKB48紅白対抗歌合戦』（TOKYO DOME CITY HALL）において、AKB48・渡辺麻友が乃木坂46の5thシングル「君の名は希望」を披露[116]。その際、生田絵梨花がサプライズ出演し、ピアノ&コーラスを務めた[116]。
- 12月20日、1・2期生の総勢43名で『Merry X'mas Show 2013』（日本武道館）を開催[注釈 12]。

### 2014年

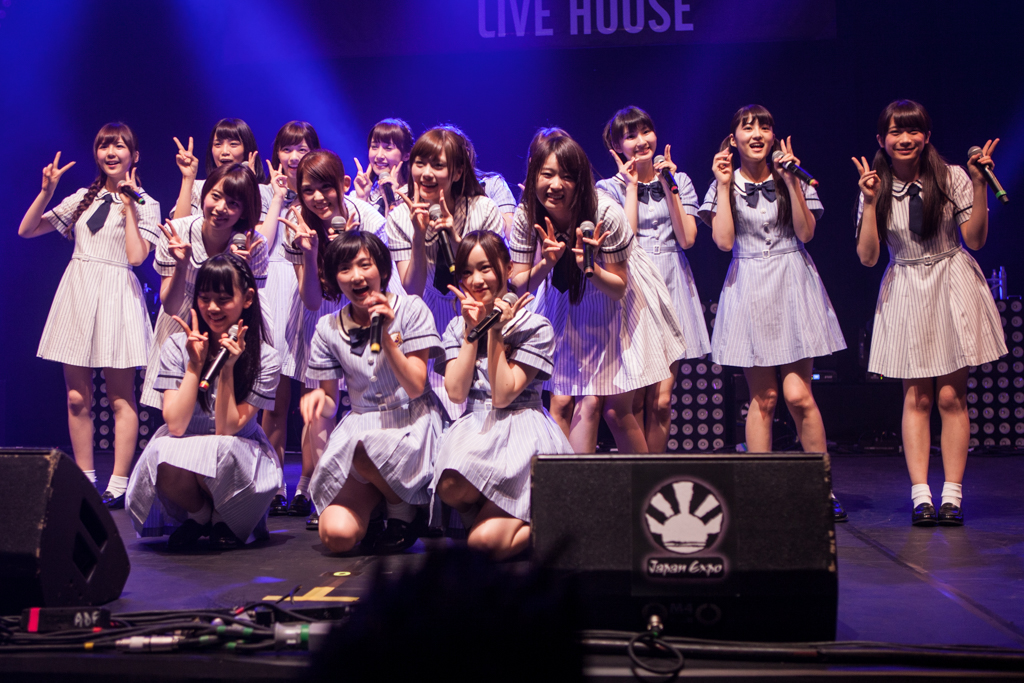
Japan Expo 2014（フランス）

- 2月3日 - 9日、ライブ映像作品『乃木坂46 1ST YEAR BIRTHDAY LIVE 2013.2.22 MAKUHARI MESSE』（2014年2月5日、ソニー・ミュージックレコーズ）が初週1万2000枚を売り上げ、2014年2月17日付オリコン週間DVDランキング総合首位[118]。派生ユニットを除く女性グループが1st DVDで総合首位を獲得したのは1999年の調査開始以来初[118]。
- 2月13日、研究生初レギュラー番組『乃木けん♡』（SHOWROOM）を配信開始[119]。
- 2月22日、『2ND YEAR BIRTHDAY LIVE』（横浜アリーナ）を開催[注釈 13]。
- 2月23日、『乃木坂46 Official Mobile Site』でメンバーから直接メールが届く「乃木坂46Mail」のサービスを開始[122]。
- 2月24日、Zepp DiverCity Tokyoで開催された『AKB48グループ大組閣祭り』において、交換留学生として生駒里奈によるAKB48チームB兼任およびSKE48チームEの松井玲奈による乃木坂46兼任が発表された[123]。
- 3月1日、『AKB48 SHOW!』（NHK BSプレミアム）で「乃木坂46 SHOW!」を初放送[124]。
- 3月3日、『乃木坂46 33色のラブストーリー』を配信開始[125][126]。
- 4月13日、初のアンダーライブとなる『楽天カード×乃木坂46アンダーライブ』を幕張メッセ（「気づいたら片想い」全国握手会会場）にて開催[127]。
- 4月21日、斉藤優里・白石麻衣・永島聖羅・西野七瀬・松村沙友理の5人からなる「乃木坂46 モンハン選抜」が2014年8月2日から31日まで渋谷ヒカリエで開催される『10周年記念 モンスターハンター展』のオフィシャルサポーターに就任[128]。
- 5月30日 - 6月15日、『16人のプリンシパル trois』（赤坂ACTシアター）を開催[129]。
- 7月5日、フランスで開催された『JAPAN EXPO 2014』に出演[130]。
- 7月25日 - 26日、『アンダーライブ』（AiiA Theater Tokyo）を開催[131]。
- 8月16日 - 30日、『乃木坂46 真夏の全国ツアー2014』を大阪（8月16日、大阪市中央体育館）、福岡（8月21日、福岡国際センター）、宮城（8月24日、ゼビオアリーナ仙台）、愛知（8月26日、日本ガイシホール）、東京（8月30日、明治神宮野球場）の5都市で開催[132][133]。
- 8月19日、『HTC Conference Tokyo 2014』で「HTC J butterfly HTL23」の製品アンバサダーを務めることが発表された[134][135]。
- 9月1日 - 30日、厚生労働省の『スマート・ライフ・プロジェクト』の応援団として「健診・検診受診ポスター」に起用[136]。
- 9月2日、台湾で開催された『HTC J butterfly』の発表会に出席[137]。
- 9月23日、『乃木坂46 大かるた大会』を実施[138]。
- 10月5日 - 19日、『アンダーライブ2ndシーズン』（六本木ブルーシアター）を開催[139]。
- 10月8日 - 11月7日、女性限定カフェ『乃木坂46 何度目の青空か? cafe in 丸の内』を期間限定オープン[140]。
- 10月15日、『アイラブル★ゴルフ with 乃木坂46』（東京ビッグサイト）に出席[141]。
- 11月1日 - 2日、『AGESTOCK2014 in 早稲田祭』に出演[142][143]。
- 11月6日 - 17日、1stアルバム発売記念として『1st→10thシングルカップリング人気投票』を実施[144]。投票は forTUNE music における11月17日までのアルバム購入者のみ可能[144]。投票の結果は、2014年12月13日から14日に開催される『Merry X'mas Show 2014』（有明コロシアム）のライブで発表[145]。
- 12月12日、『アンダーライブ セカンド・シーズン FINAL! 〜Merry X'mas "イヴ" Show 2014〜』（有明コロシアム）を開催[146]。
- 12月13日 - 14日、『Merry X'mas Show 2014』（有明コロシアム）を開催[注釈 14]。
- 12月15日、年賀状親善大使に就任[151]。日本郵便が「乃木坂ぐるぐるAR年賀状」を2015年1月1日から1月31日まで提供[151]。
- 12月20日 - 21日、『MUSIC FOR ALL, ALL FOR ONE 2014』（国立代々木競技場第一体育館）に出演[152]。
- 12月22日、メンバーが道案内をしてくれるポータブルナビゲーション『乃木坂46navi』（オートバックスセブン）を5,000台限定で販売[153][154]。
- 12月30日、『乃木坂46 大感謝祭2014』（東京国際フォーラム ホールA）を開催[155]。

### 2015年
- 1月7日、1stアルバム『透明な色』を発売[156]。アルバムにはシングルのリード曲10曲と未発表曲が収録され、今までリリースされたシングルカップリング曲からユーザー投票で収録曲を決定[156]。
- 2月2日、研究生6名が個人ブログを開設し、正規メンバー・研究生を含む全メンバーが個人ブログを開設した[157]。
- 2月22日、『3rd YEAR BIRTHDAY LIVE』（西武ドーム）を開催し、グループ史上最多の3万8000人を動員[158]。なお、同ライブで伊藤純奈・佐々木琴子・鈴木絢音・寺田蘭世・山崎怜奈・渡辺みり愛の研究生6名が正規メンバーに昇格し、「新プロジェクトメンバー1期生募集開始」（6月に正式発表）がスクリーンで告知された[158][注釈 15]。また、乃木坂46として初のハイレゾ音源が配信開始され[160]、一般社団法人日本記念日協会から乃木坂46のCDデビュー日である2月22日を「乃木坂46の日」として記念日に認定された[161][162]。
- 3月25日、『乃木坂って、どこ?』のDVD「推しどこ」シリーズを7作同時発売[149]。
- 3月26日、さいたまスーパーアリーナで行われた『AKB48 春の単独コンサート〜ジキソー未だ修行中!〜』において生駒里奈と松井玲奈による交換留学解除が発表された[163]。
- 3月27日 - 5月10日、『乃木坂46カフェ2015〜命は美しい〜』を期間限定オープン[164]。
- 4月13日、『乃木坂って、どこ?』放送終了。
- 4月14日 - 19日、『アンダーライブ3rdシーズン』（Zeppブルーシアター六本木）を開催[161]。
- 4月18日、内閣総理大臣・安倍晋三が主催する「第60回 桜を見る会」（新宿御苑）に招かれ、出席する[165]。
- 4月20日、『乃木坂工事中』（テレビ愛知制作、テレビ東京系）の放送開始[166]。
- 6月17日、ライブ映像作品『乃木坂46 2ND YEAR BIRTHDAY LIVE 2014.2.22 YOKOHAMA ARENA』を発売[167]。
- 6月18日 - 28日、公開オーディションにより選ばれたメンバー15人が出演する舞台『じょしらく』（AiiA 2.5 Theater Tokyo）を公演[168][169]。
- 7月10日、乃木坂46初のドキュメンタリー映画『悲しみの忘れ方 Documentary of 乃木坂46』を公開[170]。
- 7月11日、『初森ベマーズ』（テレビ東京系）でドラマ初主演[171]。
- 8月5日 - 31日、『乃木坂46 真夏の全国ツアー2015』を宮城（5日・6日、ゼビオアリーナ仙台）、愛知（8日・9日、日本ガイシホール）、広島（15日・16日、広島サンプラザホール）、福岡（22日・23日、福岡国際センター）、大阪（25日・26日、大阪城ホール）、東京（30日・31日、明治神宮野球場）の6都市で開催[172]。
- 10月1日 - 12日、舞台『すべての犬は天国へ行く』（AiiA Theater Tokyo）を開催[173]。
- 10月6日、乃木坂46が『第28回日本メガネベストドレッサー賞』で特別賞を受賞[174]。
- 12月17日 - 21日、日本武道館で『アンダーライブ at 日本武道館』（17・18日）、『Merry X'mas Show 2015』（20・21日）を開催[175]。21日公演で「2016年問題」の影響により、2016年の『4th YEAR BIRTHDAY LIVE』を延期することを発表[175]。
- 12月23日、『第48回オリコン年間ランキング2015』の「アーティスト別トータルセールスランキング」で44億9000万円（238万4000枚）を記録し、6位を獲得[176]。
- 12月23日、初のミュージック・ビデオ集『ALL MV COLLECTION〜あの時の彼女たち〜』を発売[177]。
- 12月31日、5thシングル表題曲「君の名は希望」で『第66回NHK紅白歌合戦』に紅組歌手として初出場[178]。

### 2016年
- 2月20日 - 22日、デビュー4周年記念のインターネット番組『乃木坂46 4th Anniversary 乃木坂46時間TV』を配信[179]。
- 2月27日、『第30回日本ゴールドディスク大賞』のベスト5シングルに「太陽ノック」が選出された[180][181]。
- 3月12日、NHK総合『震災から5年"明日へ"コンサート』に出演[182]。
- 3月19日 - 20日、アンダーライブ全国ツアーのスタートして『アンダーライブ全国ツアー2016 〜永島聖羅卒業コンサート〜』（名古屋国際会議場）を開催[183]。
- 4月15日、『別冊カドカワ 総力特集 乃木坂46 vol.01』（2016年4月1日、KADOKAWA）が週間推定売上1万4017部を記録し[184]、2016年4月18日付のオリコン週間BOOK総合ランキングで9位を獲得[185]。
- 4月19日 - 24日、『アンダーライブ全国ツアー2016 〜東北シリーズ〜』を福島（4月19日）、宮城（20日）、岩手（21日）、青森（22日）、秋田（23日）、山形（24日）の6県で開催[186]。
- 5月25日、2ndアルバム『それぞれの椅子』を発売[187]。
- 6月10日、2ndアルバム『それぞれの椅子』の発売を記念し、インターネット番組『乃木坂46時間TV』の第2弾を配信[188]。
- 6月15日 - 8月30日、『乃木坂46 真夏の全国ツアー2016』を静岡（6月15日・16日、静岡エコパアリーナ、深川麻衣卒業コンサート）、大阪（7月22日・23日、大阪城ホール）、愛知（8月6日・7日、日本ガイシホール）、宮城（13日・14日、ゼビオアリーナ仙台）、福岡（18日・19日、福岡国際センター）、東京（28日 - 30日、明治神宮野球場、4th YEAR BIRTHDAY LIVEとして）の6都市で開催[189]。
- 6月24日、『オリコン2016年上半期ランキング』の「アーティスト別トータルセールス部門」で37億円（131万7000枚）の売上を記録し、4位を獲得[190]。
- 7月4日、3期生オーディションの募集開始[191]。
- 7月6日、ライブ映像作品『乃木坂46 3rd YEAR BIRTHDAY LIVE 2015.2.22 SEIBU DOME』発売[192]。
- 7月8日、『別冊カドカワ 総力特集 乃木坂46 vol.02』（2016年6月29日、KADOKAWA）が週間推定売上2万9178部を記録し[193]、2016年7月11日付のオリコン週間BOOK総合ランキングで1位を獲得[194]。
- 8月5日、2nd写真集『1時間遅れのI love you.』を発売[195]。写真集は週間推定売上4万941部を記録し[196][197]、2016年8月15日付のオリコン週間BOOK総合ランキング、写真集ランキングで1位を獲得[198]。
- 9月4日、『乃木坂46 第3期生 決定スペシャル!』（LINE LIVE）で3期生の合格者12名を初披露[199]。
- 9月22日 - 24日、『アンダーライブ全国ツアー2016 〜中国シリーズ〜』を広島（9月22日）、岡山（23日）、山口（24日）の3県で開催[200]。
- 10月13日、『別冊カドカワ 総力特集 乃木坂46 vol.03』（2016年10月3日、KADOKAWA）が週間推定売上3万2951部を記録し[201]、2016年10月17日付のオリコン週間BOOK総合ランキングで2位、ムックランキングで1位を獲得[202]。
- 10月27日、リードエグジビジョンジャパンの主催する『第4回国際宝飾展秋』（パシフィコ横浜）において[203]、『第2回クリスマスジュエリープリンセス賞』の歌手部門を受賞[204]。
- 12月6日 - 10日、日本武道館で『Merry Xmas Show 2016〜選抜単独公演〜』（6日・8日）、『Merry Xmas Show 2016〜アンダー単独公演〜』（7日・9日）、3期生「お見立て会」（10日）を開催[205]。
- 12月10日、16thシングル「サヨナラの意味」が出荷枚数100万枚を突破し、日本レコード協会よりミリオンセラー認定（2016年11月度）[206]、グループとして初のミリオン認定作品となった[207]。
- 12月25日、『オリコン2016年年間ランキング』の「アーティスト別トータルセールス部門」で74億円の売上を記録し、3位を獲得[208]。
- 12月31日、16thシングル表題曲「サヨナラの意味」で『第67回NHK紅白歌合戦』に紅組歌手として2年連続2回目の出場[209]。

### 2017年

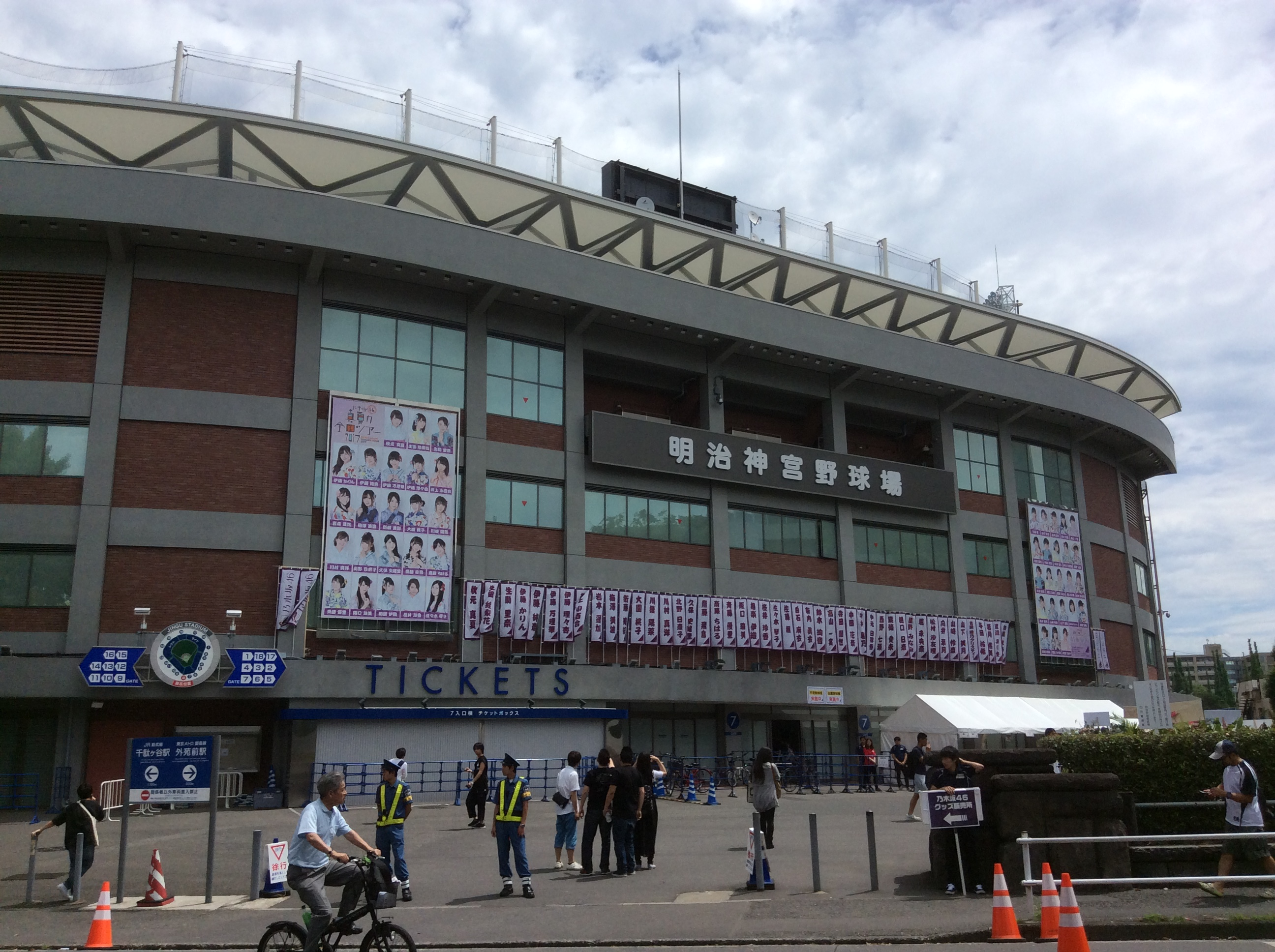
明治神宮野球場で開催された「真夏の全国ツアー2017」

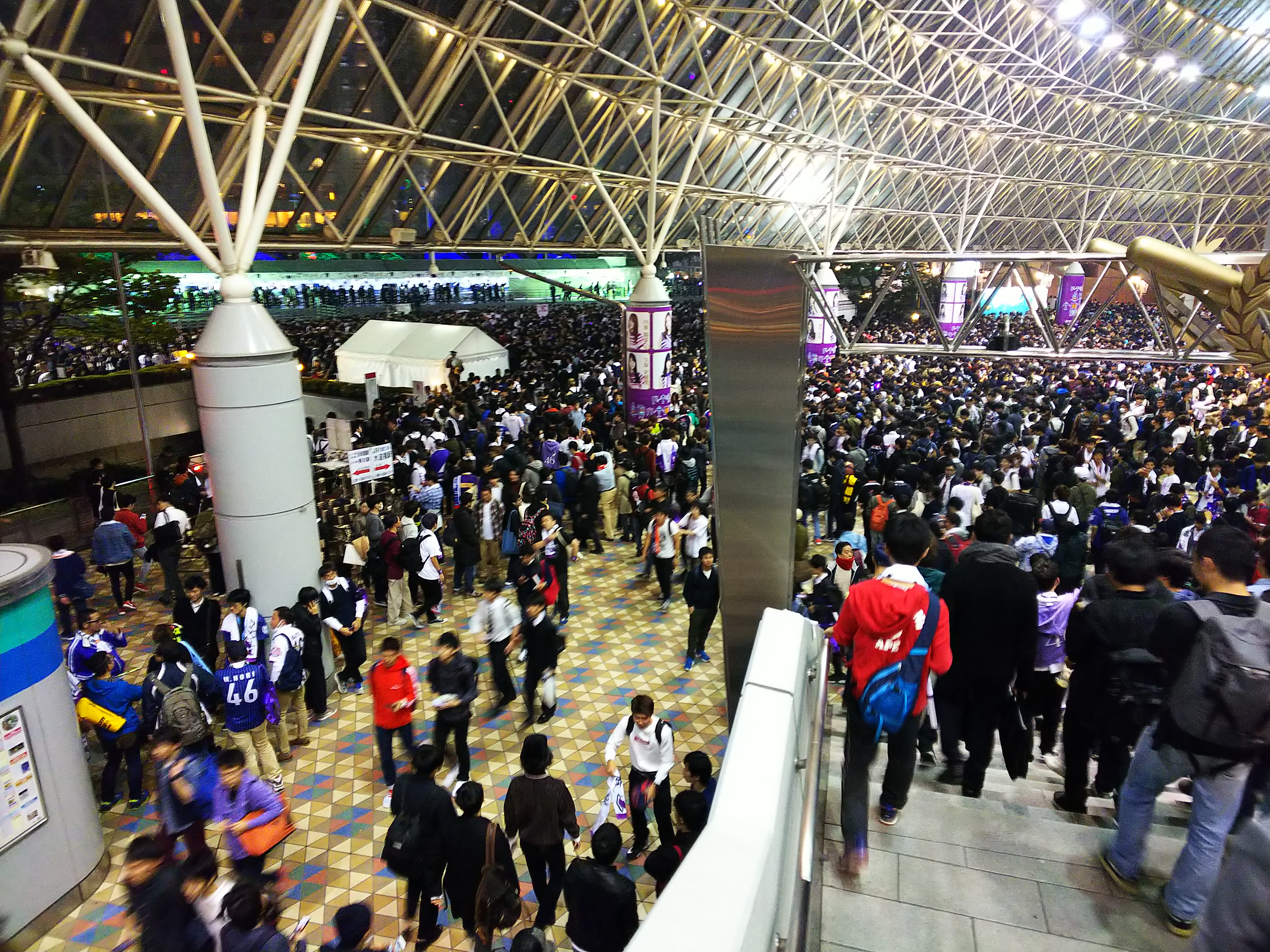
東京ドームで開催された「真夏の全国ツアー2017 FINAL!」

- 1月2日 - 1月31日、『乃木坂46 SHIBUYA109福神 produced by TGC』SHIBUYA109 2017年冬バーゲンでコラボ[210][211]。
- 2月2日 - 12日、『乃木坂46 3期生初公演「3人のプリンシパル」』（AiiA 2.5 Theater Tokyo）を公演[212]。
- 2月20日 - 22日、橋本奈々未卒業コンサート（20日）を含む『5th YEAR BIRTHDAY LIVE』（さいたまスーパーアリーナ）を開催[213]。
- 4月20日 - 22日、『アンダーライブ全国ツアー2017　〜関東シリーズ 東京公演〜』（東京体育館）を開催[214]。
- 5月20日 - 6月11日、主演の齋藤飛鳥らメンバー8人が出演する舞台『あさひなぐ』（5月20日 - 31日、東京：EX THEATER ROPPONGI、6月2日 - 5日、大阪：森ノ宮ピロティホール、6月9日 - 11日、愛知：愛知県芸術劇場）が上演された[215]。
- 5月24日、3rdアルバム『生まれてから初めて見た夢』を発売[216]。
- 6月19日、タイ観光大使に就任[217]。
- 6月20日、17thシングル『インフルエンサー』の累積売上枚数が100万932枚となり、デビュー6年目で自身初のミリオンを達成した[218]。
- 6月28日、ライブ映像作品『乃木坂46 4th YEAR BIRTHDAY LIVE 2016.8.28-30 JINGU STADIUM』を発売[219]。
- 7月1日 - 10月9日、『乃木坂46 真夏の全国ツアー2017』を東京（7月1日・2日、明治神宮野球場）、仙台（8月11日 - 13日、ゼビオアリーナ仙台）、大阪（16日 - 18日、大阪城ホール）、名古屋（22日・23日、日本ガイシホール）、新潟（10月8日・9日、朱鷺メッセ 新潟コンベンションセンター）の5都市で開催[220]。
- 9月22日、主演の西野七瀬らメンバー8人が出演する映画『あさひなぐ』（東宝）公開[215]。
- 10月14日 - 20日、『アンダーライブ全国ツアー2017 〜九州シリーズ〜』を大分（10月14日）、福岡（16日 - 18日）、鹿児島（19日）、宮崎（20日）の4県で開催[221]。
- 11月2日、創刊46周年の講談社文庫とコラボレーションフェア「乃木坂文庫」を開催[222]。メンバー1人1人が46作品のカバーを飾った[222]。
- 11月7日 - 8日、初の東京ドーム公演『真夏の全国ツアー2017 FINAL!』を開催[220][223]。
- 11月21日、初の公式音楽ゲーム『乃木坂46リズムフェスティバル』配信開始[224]。
- 11月24日、初のアジア進出。シンガポールでのイベント『C3 Anime Festival Asia Singapore』に出演[225]。
- 12月13日 - 18日、『アンダーライブ全国ツアー2017 〜近畿・四国シリーズ〜』を大阪（13日）、滋賀（14日）、兵庫（15日）、徳島（17日）、香川（18日）の5府県で開催[226]。
- 12月30日、17thシングル表題曲「インフルエンサー」で「第59回日本レコード大賞」を受賞[227]。
- 12月31日、17thシングル表題曲「インフルエンサー」で『第68回NHK紅白歌合戦』に紅組歌手として3年連続3回目の出場[228]。

### 2018年
- 1月10日、初のアンダーメンバーのみでのアルバム『僕だけの君〜Under Super Best〜』を発売[229]。
- 2月11日、香港でのイベント『C3AFA HONG KONG 2018 presents I LOVE ANISONG HONG KONG 2018』に出演[230]。
- 2月22日、ネット配信番組『乃木坂46分TV』を配信し、3期生の個人ブログが開始されることなどが発表された[231]。
- 3月23日 - 25日、デビュー6周年記念のインターネット番組『NOGIZAKA46 6th Anniversary 乃木坂46時間TV』を配信[232]。
- 3月28日、ライブ映像作品『乃木坂46 5th YEAR BIRTHDAY LIVE 2017.2.20-22 SAITAMA SUPER ARENA』を発売[233]。
- 4月22日、日本武道館で開催された『生駒里奈 卒業コンサート』で、乃木坂46では初となるライブビューイングを全国の映画館で実施した[234]。
- 5月15日 - 20日、『アンダーライブ全国ツアー2018〜中部シリーズ〜』を新潟（15日）、石川（16日）、愛知（17日・18日）、静岡（19日・20日）の4県で開催[235]。
- 6月1日、乃木坂46、欅坂46、けやき坂46の坂道シリーズ3グループ合同オーディションを開始[236]。
- 6月25日、『オリコン2018年上半期ランキング』の「アーティスト別トータルセールス部門」で56億円の売上を記録し、初の1位を獲得[237]。
- 7月6日 - 9月2日、『乃木坂46 真夏の全国ツアー2018』を東京（7月6日 - 8日、明治神宮野球場・秩父宮ラグビー場、6th YEAR BIRTHDAY LIVEとして）、福岡（21日・22日、福岡ヤフオク!ドーム）、大阪（8月4日・5日、ヤンマースタジアム長居）、愛知（26日・27日、ナゴヤドーム）、宮城（9月1日・2日、ひとめぼれスタジアム宮城）の5都市で開催[238]。7月6日 - 8日の東京公演は「シンクロニシティライブ」として[239]、隣接する明治神宮野球場と秩父宮ラグビー場の2会場間をメンバーが行き来しながら両会場で異なるセットリストでのコンサートを同時開催[注釈 16][241]。同一アーティストの単独ライブとしては史上初となる2会場同時併催となった[242]。最終日（8日）のライブでは、新プロジェクト「ザンビプロジェクト」の始動が発表された[242]。
- 7月11日、ライブ映像作品『乃木坂46 真夏の全国ツアー2017 FINAL! IN TOKYO DOME』を発売[243]。
- 8月19日、坂道シリーズ3グループ合同オーディション38名合格を発表[244]。なお、合格者名、所属グループは後日発表された[244]。
- 10月2日 - 5日、『乃木坂46 アンダーライブ全国ツアー2018 〜北海道シリーズ〜』をZepp Sapporoで開催[245]。
- 11月16日 - 25日、「ザンビプロジェクト」の第1弾としてメンバー4人が出演する舞台『ザンビ』（東京ドームシティホール）を上演。同舞台では、欅坂46、けやき坂46（現・日向坂46）のメンバーと共演。坂道シリーズ3グループの共演は初めて[246]。
- 11月29日、「坂道合同オーディション」の合格者39名の配属先が発表され[注釈 17]、4期生として11名が加入することとなった[247]。
- 12月1日、初の海外単独公演となる『NOGIZAKA46 LIVE in Shanghai 2018』（上海メルセデス・ベンツアリーナ）を開催[248][249]。
- 12月3日、日本武道館で「お見立て会」が開催され、4期生11名が披露された[250][251]。
- 12月19日 - 20日、『乃木坂46　アンダーライブ全国ツアー2018 〜関東シリーズ〜』を武蔵野の森総合スポーツプラザで開催[252]。
- 12月20日、『オリコン2018年年間ランキング』の「アーティスト別トータルセールス部門」で音楽ソフトの売上が103.3億円を記録し、2位を獲得[253]。
- 12月22日、中国最大ソーシャルメディアのウェイボーが主催する『WEIBO Account Festival in Japan 2018』において「中国で最も人気のあるアイドルグループ」として表彰される[254]。
- 12月30日、20thシングル表題曲「シンクロニシティ」で「第60回日本レコード大賞」を受賞し、連覇を達成[49]。
- 12月31日、22ndシングル表題曲「帰り道は遠回りしたくなる」で『第69回NHK紅白歌合戦』に紅組歌手として4年連続4回目の出場[255][256]。

### 2019年
- 1月11日 - 5月31日、ジャケット写真や衣装、小道具などを展示した企画展『乃木坂46 Artworks だいたいぜんぶ展』がソニーミュージック六本木ミュージアムで開催された[257]。
- 1月25日、ザンビプロジェクト第2弾として、主演の齋藤飛鳥らメンバー21人が出演するドラマ『ザンビ』（日本テレビ）が放送開始[258]。
- 1月27日、台湾で『NOGIZAKA46 LIVE in Taipei 2019』（台北アリーナ）を開催[259][260]。
- 2月21日 - 24日、西野七瀬卒業コンサート（24日）を含む『7th YEAR BIRTHDAY LIVE』（京セラドーム大阪）を開催[261]。
- 4月17日、4thアルバム『今が思い出になるまで』を発売[262]。
- 5月24日 - 26日、23rdシングル「Sing Out!」発売記念ライブ（横浜アリーナ）を開催（24日：アンダーライブ、25日：4期生ライブ、26日：選抜ライブ）[263]。
- 7月3日、ライブ映像作品『乃木坂46 6th YEAR BIRTHDAY LIVE 2018.07.06-08 JINGU STADIUM&CHICHIBUNOMIYA RUGBY STADIUM』を発売[264]。
- 7月3日 - 9月1日、『乃木坂46 真夏の全国ツアー2019』を愛知（7月3日・4日、ナゴヤドーム）、福岡（7月21日・22日、福岡ヤフオク!ドーム）、大阪（8月14日・15日、京セラドーム大阪）、東京（8月30日 - 9月1日、明治神宮野球場）の4都市で開催[265]。8月15日に予定されていた大阪公演2日目は、台風10号の接近を受けて開催が中止された[266]。乃木坂46の公演が中止されたのは初めて。
- 7月5日、前作『悲しみの忘れ方 Documentary of 乃木坂46』から約4年ぶりのドキュメンタリー映画第2弾『いつのまにか、ここにいる Documentary of 乃木坂46』を公開[267]。
- 9月2日、前日限りで卒業した桜井玲香に代わって、秋元真夏が2代目キャプテンに就任[268]。
- 10月10日 - 11日、『アンダーライブ2019 at 幕張メッセ』を開催[269]。
- 10月25日 - 26日、中国・上海で『NOGIZAKA46 Live in Shanghai 2019』（メルセデス・ベンツアリーナ）を開催[270]。
- 12月31日、20thシングル表題曲「シンクロニシティ」で『第70回NHK紅白歌合戦』に紅組歌手として5年連続5回目の出場[271][272][273]。

### 2020年
- 1月19日、台湾で『NOGIZAKA46 LIVE in Taipei 2020』（台北アリーナ）を開催[274]。
- 2月5日、ライブ映像作品『乃木坂46 7th YEAR BIRTHDAY LIVE 2019.2.21-24 KYOCERA DOME OSAKA』を発売[275]。
- 2月16日、「坂道研修生 配属発表 SHOWROOM」（SHOWROOM）の配信で坂道研修生から乃木坂46 4期生として5名の加入が発表された[276]。
- 2月21日 - 24日、『8th YEAR BIRTHDAY LIVE』（ナゴヤドーム）を開催[277]。
- 3月以降、新型コロナウイルスの感染が拡大し、日本政府による「緊急事態宣言」の発令や東京都などの自治体によるイベント自粛要請などもなされたため[278][279]、3月7日に開催が予定されていた2期生ライブや[注釈 18][281]、5月5日 - 7日に開催が予定されていた白石麻衣卒業コンサートなどのライブイベント[注釈 19][282][283]、シングルリリースに併せて開催していた握手会[278]、一部メンバーの写真集お渡し会などのメンバー出演イベントが中止・延期となった[284][285]。白石は上述の卒業ライブをもってグループを卒業する予定だったが、ライブが中止となったため卒業が延期となった[282]。
  - 例年開催されていた『真夏の全国ツアー』も開催が事実上見送られ、発売を予定していたグッズについては『真夏のドリームくじ』として発売された[286]。
- 5月25日、初めて現役メンバーが卒業メンバーとともに制作した楽曲「世界中の隣人よ」のミュージック・ビデオを公開[287]。
- 6月19日 - 21日、インターネット番組『乃木坂46時間TV アベマ独占放送「はなれてたって、ぼくらはいっしょ!」』を配信[288]。
- 6月21日、初映像化ライブ・舞台や映像商品化されたライブ、CDの特典映像などを配信する定額制動画サービス「のぎ動画」を開始[289]。
- 9月9日、第2弾となるミュージック・ビデオ集『ALL MV COLLECTION2〜あの時の彼女たち〜』を発売[290]。
- 10月28日、延期となっていた白石麻衣の卒業ライブ『NOGIZAKA46 Mai Shiraishi Graduation Concert 〜Always beside you〜』を無観客・生配信で開催[291][292]。
- 12月18日 - 20日、『乃木坂46 アンダーライブ2020』（日本武道館）を有観客で開催（生配信も実施）[293]。有観客でのコンサートは、2月の『8th YEAR BIRTHDAY LIVE』以来10か月ぶり[293]。
- 12月23日、ライブ映像作品『乃木坂46 8th YEAR BIRTHDAY LIVE 2020.2.21-24 NAGOYA DOME』を発売[294]。
- 12月31日、配信限定シングル楽曲「Route 246」で『第71回NHK紅白歌合戦』に紅組歌手として6年連続6回目の出場[295][296]。

### 2021年
- 2月22日 - 5月9日、『9th YEAR BIRTHDAY LIVE』を無観客・生配信形式で日程を分散して開催[297]。デビュー記念日である2月22日に「前夜祭」、23日に全メンバー出演のコンサートを開催し[297]、以後の公演は各期別の公演として3月28日に「2期生ライブ」[298]、29日に「1期生ライブ」[298]、5月8日に「4期生ライブ」[299][300]、9日に「3期生ライブ」を開催[299][301]。
- 3月10日、ライブ映像作品『NOGIZAKA46 Mai Shiraishi Graduation Concert 〜Always beside you〜』を発売[302]。
- 5月6日、新たなYouTubeチャンネル「乃木坂配信中」を開設[303]。これまでミュージック・ビデオなどを配信してきた「乃木坂46 OFFICIAL YouTube CHANNEL」とは異なり『乃木坂工事中』の無料配信のほか、メンバー自身がプロデュースした企画やマネージャーが編集した動画などのコンテンツを配信している[304][305][306]。
- 5月26日、『アンダーライブ2021』を無観客・生配信形式で開催[307]。
- 7月14日 - 11月21日、『乃木坂46 真夏の全国ツアー2021』を大阪（7月14日・15日、大阪城ホール）、宮城（17日・18日、セキスイハイムスーパーアリーナ）、愛知（8月14日・15日、日本ガイシホール）、福岡（21日・22日、マリンメッセ福岡）、東京（11月20日・21日[注釈 20]、東京ドーム[注釈 21]）の5都市で開催[310][311]。同公演がグループでのラストステージとなった高山一実のグループ卒業は東京公演の延期に合わせて11月21日に延期となった[308]。
- 7月19日、5期生オーディションの応募開始[312]。当初予定の応募締切は8月10日の17時までとされていたが、エントリー最終日の8月10日に応募が集中したため、サーバーの不具合により一時エントリーが出来ない状況が発生。緊急対応として、翌11日17時まで応募期間が延長された[313]。
- 9月4日 - 11月28日、東京国立博物館表慶館にて、日本美術の古典と乃木坂46が融合し、過去と現在を結ぶ企画展「春夏秋冬／フォーシーズンズ 乃木坂46」を開催[314]。
- 10月26日 - 28日、『28thSG アンダーライブ』（TACHIKAWA STAGE GARDEN）を開催[315]。
- 12月15日、初のベストアルバム『Time flies』を発売[316]。
- 12月31日、2ndアルバム『それぞれの椅子』リード曲「きっかけ」で『第72回NHK紅白歌合戦』に紅組歌手として7年連続7回目の出場[317]。

### 2022年

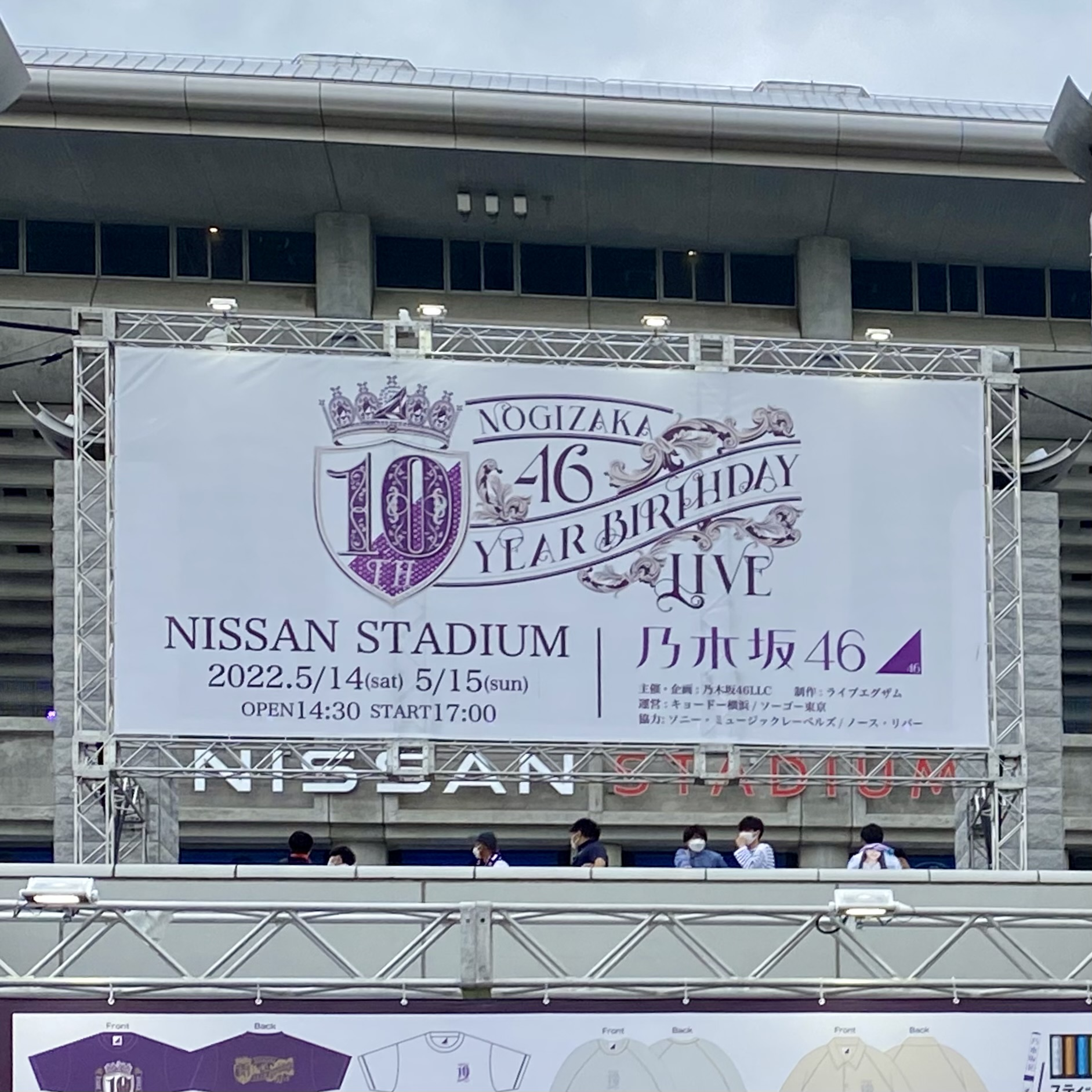
日産スタジアムで開催された「10th YEAR BIRTHDAY LIVE」

- 2月1日、5期生として11人が加入することが発表された[318][319]。
- 2月21日 - 23日、インターネット番組『乃木坂46時間TV』を配信[320]。
- 2月23日、『5期生 お見立て会』（幕張メッセイベントホール）を開催[319]。
- 3月25日 - 27日、『29thSGアンダーライブ』（ぴあアリーナMM）を開催[321]。
- 4月27日、2月に行われた『5期生 お見立て会』で参加できなかったメンバーがいたため『第2回 5期生お見立て会』（東京国際フォーラム）を開催[322]。
- 5月14日 - 15日、『10th YEAR BIRTHDAY LIVE』（日産スタジアム）を開催、2日間で14万人を動員[323][324]。
- 6月8日、ライブ映像作品『乃木坂46 9th YEAR BIRTHDAY LIVE 5DAYS』を発売[325]。
- 7月19日 - 8月31日、『乃木坂46 真夏の全国ツアー2022』を大阪（7月19日・20日、大阪城ホール）、広島（23日・24日、広島グリーンアリーナ）、福岡（30日・31日、マリンメッセ福岡）、北海道（8月11日・12日、真駒内セキスイハイムアイスアリーナ）、宮城（20日・21日、セキスイハイムスーパーアリーナ）、愛知（24日・25日、日本ガイシホール）、東京（29日 - 31日、明治神宮野球場）の7都市で開催[326]。
- 9月27日 - 10月5日、『30thSGアンダーライブ』を東京（9月27日 - 29日、TACHIKAWA STAGE GARDEN）、大阪（10月3日 - 5日、オリックス劇場）で開催[327]。大阪でのアンダーライブ開催は2017年以来、約5年ぶり。
- 11月16日、ライブ映像作品『乃木坂46 真夏の全国ツアー2021 FINAL! IN TOKYO DOME』を発売[328]。
- 12月1日 - 19日、『31stSGアンダーライブ』を神奈川（12月1日・19日、KT Zepp Yokohama）、北海道（7日・8日、Zepp Sapporo）、福岡（12月12日、Zepp Fukuoka）、愛知（14日・15日、Zepp Nagoya）、大阪（16日・17日、Zepp Namba）の5会場で開催[329][330]。
- 12月31日、15thシングル表題曲「裸足でSummer」で『第73回NHK紅白歌合戦』に紅組歌手として8年連続8回目の出場[331]。

### 2023年
- 1月7日、「最後の1期生」となっていた秋元真夏が、2月26日をもって卒業することをブログで発表[332][333]。
- 2月1日、「乃木坂46公式ライバル」が結成されることが発表された[334]。
- 2月18日、「最後の2期生」となっていた鈴木絢音が、3月28日をもって卒業することをブログで発表[335]。
- 2月22日、ライブ映像作品『乃木坂46 10th YEAR BIRTHDAY LIVE』を発売[336][337]。
- 2月22日 - 26日、秋元真夏卒業コンサート（26日）を含む『11th YEAR BIRTHDAY LIVE』（横浜アリーナ）を開催[338][339]。DAY1では、卒業する秋元真夏の後任として、梅澤美波の3代目キャプテン就任が発表された[340][341]。
- 4月5日 - 27日、『32ndSGアンダーライブ』を東京（5日・6日、TOKYO DOME CITY HALL、26日・27日、東京ガーデンシアター）、大阪（8日・9日、グランキューブ大阪）、愛知（11日・12日、名古屋国際会議場センチュリーホール）の3都市4会場で開催[342]。
- 4月26日、ライブ映像作品『さ〜ゆ〜Ready? さゆりんご軍団ライブ/松村沙友理 卒業コンサート』『生田絵梨花 卒業コンサート』をSony Music Shop限定で発売[343]。
- 6月15日、「乃木坂46公式ライバル」のメンバー発表会が開催される[344]。グループ名「僕が見たかった青空」と、1期生メンバー23名が発表・お披露目された[344]。
- 7月1日 - 8月28日、『乃木坂46 真夏の全国ツアー2023』を北海道（7月1日・2日、真駒内セキスイハイムアイスアリーナ）、大阪（12日・13日、大阪城ホール）、広島（15日・16日、広島グリーンアリーナ）、沖縄（22日・23日、沖縄アリーナ）、愛知（8月5日・6日、日本ガイシホール）、宮城（14日・15日、セキスイハイムスーパーアリーナ）、東京（25日 - 28日、明治神宮野球場）の7都市で開催。沖縄での公演はグループ結成12年で初、また明治神宮野球場での4日間連続ライブ開催もグループ初となった[345]。
- 9月29日 - 10月1日、『33rdSGアンダーライブ』（横浜アリーナ）を開催[346]。
- 10月25日、ライブ映像作品『NOGIZAKA46 ASUKA SAITO GRADUATION CONCERT』を発売[347]。
- 12月31日、33rdシングル表題曲「おひとりさま天国」で『第74回NHK紅白歌合戦』に紅組歌手として9年連続9回目の出場[348]。

### 2024年
- 1月25日 - 27日、『34thSGアンダーライブ』（ぴあアリーナMM）を開催[349]。
- 2月2日、6期生オーディションの募集開始[350]。
- 2月21日、ライブ映像作品『乃木坂46 11th YEAR BIRTHDAY LIVE 5DAYS』を発売[351]。
- 3月7日 - 10日、『12th YEAR BIRTHDAY LIVE』（さいたまスーパーアリーナ）を開催[352]。
- 6月7日 - 9日、『35thSGアンダーライブ』（有明アリーナ）を開催[353]。在籍する3期生全員が35thシングル『チャンスは平等』で選抜になったため、初めて4期生と5期生のみで挑んだアンダーライブで、過去最大規模となる約3万6000人を動員した[354]。
- 6月28日、香港で6年ぶり、そして初の単独ライブを香港コンベンション・アンド・エキシビション・センターで開催。6000人の観客を前に披露[355]。
- 7月20日 - 9月4日、『乃木坂46 真夏の全国ツアー2024』を大阪（7月20日・21日、京セラドーム大阪）、名古屋（8月24日・25日、バンテリンドーム ナゴヤ）、東京（9月2日 - 4日、明治神宮野球場）の3都市で開催。ドームツアーとしての開催は5年ぶり[356]。結成以来最少のメンバー数32人で、3会場全7公演で26.5万人を動員した[357]。
- 10月7日 - 11月20日、『36thSGアンダーライブ』を福岡（10月7日・8日、Zepp Fukuoka）、愛知（10月14日・15日、Zepp Nagoya）、大阪（10月21日・22日、Zepp Osaka Bayside）、北海道（10月28日・29日、Zepp Sapporo）、神奈川（11月18日 - 20日、KT Zepp Yokohama）の5会場で開催[358]。
- 11月28日、「オリコン年間BOOKランキング 2024」ジャンル別「写真集」で『乃木坂46 5期生写真集 あの頃、乃木坂にいた』が年間1位を獲得[359]。
- 12月14日 - 15日、2014年以来10年ぶりとなるファン感謝イベント『乃木坂46 大感謝祭2024』（幕張メッセ 幕張イベントホール）を開催[360]。
- 12月31日、2ndアルバム『それぞれの椅子』リード曲「きっかけ」で『第75回NHK紅白歌合戦』に紅組歌手として10年連続10回目の出場[361]。

### 2025年
- 1月28日 - 30日、『37thSGアンダーライブ』（幕張メッセ 幕張イベントホール）を開催[362]。
- 2月5日、6期生として11人が加入することが発表された[363]。
- 2月12日、ライブ映像作品『乃木坂46 12th YEAR BIRTHDAY LIVE』を発売[364]。
- 3月3日、インターネット上の違法投稿に関する通報窓口を設置[365]。
- 4月5日、『38thSGアンダーライブ』（ぴあアリーナMM）を開催[366]。
- 4月6日、初披露の会『はじめまして、6期生です』（ぴあアリーナMM）を開催[367][注釈 22]。
- 5月17日 - 18日、『13th YEAR BIRTHDAY LIVE』（味の素スタジアム）を開催[370][注釈 23]。同スタジアムでは初のライブ開催となる[371]。
- 7月5日 - 9月7日、『乃木坂46 真夏の全国ツアー2025』を北海道（7月5日・6日、真駒内セキスイハイムアイスアリーナ）、静岡（12日・13日、静岡エコパアリーナ）、大阪（16日・17日、大阪城ホール）、宮城（8月2日・3日、セキスイハイムスーパーアリーナ）、福岡（9日・10日、マリンメッセ福岡A館）、香川（16日・17日、あなぶきアリーナ香川）、東京（9月4日 - 7日、明治神宮野球場）の7都市で開催予定[372]。
- 10月7日 - 9日、『39thSGアンダーライブ』（横浜BUNTAI）を開催予定[373]。

## メンバー

### 現メンバー
| 名前                 | よみ                      | 生年月日               | 出身地   | 血液型 | 身長     | 加入期 | 備考            |
| -------------------- | ------------------------- | ---------------------- | -------- | ------ | -------- | ------ | --------------- |
| 伊藤理々杏           | いとう りりあ             | 2002年10月8日（22歳）  | 沖縄県   | B型    | 154 cm   | 3期生  |                 |
| 岩本蓮加             | いわもと れんか           | 2004年2月2日（21歳）   | 東京都   | B型    | 159 cm   | 3期生  |                 |
| 梅澤美波             | うめざわ みなみ           | 1999年1月6日（26歳）   | 神奈川県 | A型    | 170 cm   | 3期生  |                 |
| 久保史緒里           | くぼ しおり               | 2001年7月14日（24歳）  | 宮城県   | O型    | 161 cm   | 3期生  |                 |
| 吉田綾乃クリスティー | よしだ あやのクリスティー | 1995年9月6日（29歳）   | 大分県   | A型    | 161 cm   | 3期生  |                 |
| 遠藤さくら           | えんどう さくら           | 2001年10月3日（23歳）  | 愛知県   | O型    | 164 cm   | 4期生  |                 |
| 賀喜遥香             | かき はるか               | 2001年8月8日（24歳）   | 栃木県   | A型    | 166 cm   | 4期生  |                 |
| 金川紗耶             | かながわ さや             | 2001年10月31日（23歳） | 北海道   | O型    | 165 cm   | 4期生  |                 |
| 黒見明香             | くろみ はるか             | 2004年1月19日（21歳）  | 東京都   | O型    | 163 cm   | 4期生  |                 |
| 佐藤璃果             | さとう りか               | 2001年8月9日（24歳）   | 岩手県   | B型    | 160 cm   | 4期生  |                 |
| 柴田柚菜             | しばた ゆな               | 2003年3月3日（22歳）   | 千葉県   | A型    | 160 cm   | 4期生  |                 |
| 田村真佑             | たむら まゆ               | 1999年1月12日（26歳）  | 埼玉県   | A型    | 160 cm   | 4期生  |                 |
| 筒井あやめ           | つつい あやめ             | 2004年6月8日（21歳）   | 愛知県   | O型    | 160 cm   | 4期生  |                 |
| 林瑠奈               | はやし るな               | 2003年10月2日（21歳）  | 神奈川県 | O型    | 164 cm   | 4期生  |                 |
| 松尾美佑             | まつお みゆ               | 2004年1月3日（21歳）   | 千葉県   | O型    | 167 cm   | 4期生  |                 |
| 矢久保美緒           | やくぼ みお               | 2002年8月14日（23歳）  | 東京都   | B型    | 153 cm   | 4期生  |                 |
| 弓木奈於             | ゆみき なお               | 1999年2月3日（26歳）   | 京都府   | A型    | 165 cm   | 4期生  |                 |
| 五百城茉央           | いおき まお               | 2005年7月29日（20歳）  | 兵庫県   | O型    | 166 cm   | 5期生  |                 |
| 池田瑛紗             | いけだ てれさ             | 2002年5月12日（23歳）  | 東京都   | 不明   | 162 cm   | 5期生  |                 |
| 一ノ瀬美空           | いちのせ みく             | 2003年5月24日（22歳）  | 福岡県   | B型    | 156 cm   | 5期生  | [ 374 ] [ 375 ] |
| 井上和               | いのうえ なぎ             | 2005年2月17日（20歳）  | 神奈川県 | B型    | 158 cm   | 5期生  |                 |
| 岡本姫奈             | おかもと ひな             | 2003年12月17日（21歳） | 愛知県   | A型    | 160 cm   | 5期生  | [ 376 ] [ 377 ] |
| 小川彩               | おがわ あや               | 2007年6月27日（18歳）  | 千葉県   | B型    | 154 cm   | 5期生  | [ 378 ]         |
| 奥田いろは           | おくだ いろは             | 2005年8月20日（19歳）  | 千葉県   | A型    | 157 cm   | 5期生  |                 |
| 川﨑桜               | かわさき さくら           | 2003年4月17日（22歳）  | 神奈川県 | 不明   | 155 cm   | 5期生  | [ 379 ] [ 380 ] |
| 菅原咲月             | すがわら さつき           | 2005年10月31日（19歳） | 千葉県   | A型    | 158.5 cm | 5期生  | [ 381 ]         |
| 冨里奈央             | とみさと なお             | 2006年9月18日（18歳）  | 千葉県   | O型    | 164 cm   | 5期生  | [ 382 ]         |
| 中西アルノ           | なかにし アルノ           | 2003年3月17日（22歳）  | 千葉県   | A型    | 157 cm   | 5期生  |                 |
| 愛宕心響             | あたご ここね             | 2005年9月17日（19歳）  | 兵庫県   | 不明   | 160 cm   | 6期生  | [ 383 ] [ 384 ] |
| 大越ひなの           | おおこし ひなの           | 2004年12月1日（20歳）  | 静岡県   | B型    | 164 cm   | 6期生  | [ 385 ] [ 386 ] |
| 小津玲奈             | おづ れいな               | 2007年4月17日（18歳）  | 東京都   | AB型   | 155 cm   | 6期生  | [ 387 ] [ 388 ] |
| 海邉朱莉             | かいべ あかり             | 2007年2月14日（18歳）  | 兵庫県   | O型    | 166 cm   | 6期生  | [ 389 ] [ 390 ] |
| 川端晃菜             | かわばた ひな             | 2011年1月14日（14歳）  | 東京都   | B型    | 156 cm   | 6期生  | [ 391 ] [ 392 ] |
| 鈴木佑捺             | すずき ゆうな             | 2006年5月18日（19歳）  | 山梨県   | AB型   | 157 cm   | 6期生  | [ 393 ] [ 394 ] |
| 瀬戸口心月           | せとぐち みつき           | 2005年7月16日（20歳）  | 鹿児島県 | A型    | 153 cm   | 6期生  | [ 395 ] [ 396 ] |
| 長嶋凛桜             | ながしま りお             | 2007年5月25日（18歳）  | 北海道   | A型    | 157 cm   | 6期生  | [ 397 ] [ 398 ] |
| 増田三莉音           | ますだ みりね             | 2009年11月1日（15歳）  | 大阪府   | O型    | 156 cm   | 6期生  | [ 399 ] [ 400 ] |
| 森平麗心             | もりひら うるみ           | 2008年10月5日（16歳）  | 東京都   | A型    | 156 cm   | 6期生  | [ 401 ] [ 402 ] |
| 矢田萌華             | やだ もえか               | 2008年1月27日（17歳）  | 秋田県   | B型    | 161 cm   | 6期生  | [ 403 ] [ 404 ] |

### 元メンバー
| 名前       | よみ              | 生年月日               | 出身地           | 血液型 | 身長     | 加入期     | 卒業・辞退・契約終了日 | 現在の所属事務所ほか                       | 備考                    |
| ---------- | ----------------- | ---------------------- | ---------------- | ------ | -------- | ---------- | ---------------------- | ------------------------------------------ | ----------------------- |
| 山本穂乃香 | やまもと ほのか   | 1998年3月31日（27歳）  | 愛知県           | O型    | 162 cm   | 1期生      | 2011年9月22日          | オフィスニグンニイバ                       | [ 注釈 24 ] [ 注釈 25 ] |
| 吉本彩華   | よしもと あやか   | 1996年8月18日（28歳）  | 熊本県           | A型    | 147 cm   | 1期生      | 2011年9月22日          | -                                          | [ 注釈 26 ]             |
| 岩瀬佑美子 | いわせ ゆみこ     | 1990年6月12日（35歳）  | 埼玉県           | A型    | 153 cm   | 1期生      | 2012年11月18日         | -                                          | [ 注釈 27 ]             |
| 安藤美雲   | あんどう みくも   | 1993年5月21日（32歳）  | 神奈川県         | O型    | 156 cm   | 1期生      | 2013年6月16日          | -                                          | [ 注釈 28 ]             |
| 柏幸奈     | かしわ ゆきな     | 1994年8月12日（31歳）  | 神奈川県         | B型    | 160 cm   | 1期生      | 2013年11月17日         | -                                          |                         |
| 宮澤成良   | みやざわ せいら   | 1993年10月29日（31歳） | 千葉県           | O型    | 168 cm   | 1期生      | 2013年11月17日         | イデア                                     |                         |
| 西川七海   | にしかわ ななみ   | 1993年7月3日（32歳）   | 東京都           | A型    | 165 cm   | 2期生      | 2014年3月22日          | -                                          | [ 注釈 29 ]             |
| 市來玲奈   | いちき れな       | 1996年1月22日（29歳）  | 千葉県           | A型    | 153 cm   | 1期生      | 2014年7月21日          | 日本テレビ放送網                           |                         |
| 矢田里沙子 | やだ りさこ       | 1995年3月8日（30歳）   | 埼玉県           | A型    | 158 cm   | 2期生      | 2014年10月18日         | -                                          | [ 注釈 30 ]             |
| 米徳京花   | よねとく きょうか | 1999年4月14日（26歳）  | 神奈川県         | AB型   | 163 cm   | 2期生      | 2014年10月18日         | CLONEA                                     | [ 注釈 31 ]             |
| 伊藤寧々   | いとう ねね       | 1995年12月12日（29歳） | 岐阜県           | B型    | 149 cm   | 1期生      | 2014年10月19日         | -                                          |                         |
| 大和里菜   | やまと りな       | 1994年12月14日（30歳） | 宮城県           | O型    | 162 cm   | 1期生      | 2014年12月15日         | -                                          | [ 注釈 32 ]             |
| 畠中清羅   | はたなか せいら   | 1995年12月5日（29歳）  | 大分県           | B型    | 150 cm   | 1期生      | 2015年4月4日           | MSC                                        | [ 注釈 33 ]             |
| 松井玲奈   | まつい れな       | 1991年7月27日（34歳）  | 愛知県           | O型    | 162 cm   | 交換留学生 | 2015年5月14日          | A-PLUS                                     |                         |
| 永島聖羅   | ながしま せいら   | 1994年5月19日（31歳）  | 愛知県           | O型    | 159 cm   | 1期生      | 2016年3月20日          | ホリプロ                                   |                         |
| 深川麻衣   | ふかがわ まい     | 1991年3月29日（34歳）  | 静岡県           | O型    | 162 cm   | 1期生      | 2016年6月16日          | テンカラット                               |                         |
| 橋本奈々未 | はしもと ななみ   | 1993年2月20日（32歳）  | 北海道           | B型    | 163 cm   | 1期生      | 2017年2月20日          | -                                          |                         |
| 中元日芽香 | なかもと ひめか   | 1996年4月13日（29歳）  | 広島県           | O型    | 161 cm   | 1期生      | 2017年11月19日         | 乃木坂46合同会社                           |                         |
| 伊藤万理華 | いとう まりか     | 1996年2月20日（29歳）  | 神奈川県         | O型    | 158 cm   | 1期生      | 2017年12月23日         | 乃木坂46合同会社                           |                         |
| 川村真洋   | かわむら まひろ   | 1995年7月23日（30歳）  | 大阪府           | A型    | 158 cm   | 1期生      | 2018年3月31日          | TWIN PLANET                                | [ 注釈 34 ]             |
| 生駒里奈   | いこま りな       | 1995年12月29日（29歳） | 秋田県           | AB型   | 153 cm   | 1期生      | 2018年5月6日           | A.M.Entertainment                          |                         |
| 斎藤ちはる | さいとう ちはる   | 1997年2月17日（28歳）  | 埼玉県           | A型    | 167 cm   | 1期生      | 2018年7月16日          | テレビ朝日                                 |                         |
| 相楽伊織   | さがら いおり     | 1997年11月26日（27歳） | 埼玉県           | O型    | 164 cm   | 2期生      | 2018年7月16日          | am合同会社                                 |                         |
| 若月佑美   | わかつき ゆみ     | 1994年6月27日（31歳）  | 静岡県           | O型    | 157.7 cm | 1期生      | 2018年11月30日         | ゼスト                                     |                         |
| 能條愛未   | のうじょう あみ   | 1994年10月18日（30歳） | 神奈川県         | A型    | 162 cm   | 1期生      | 2018年12月15日         | TWIN PLANET                                |                         |
| 川後陽菜   | かわご ひな       | 1998年3月22日（27歳）  | 長崎県           | O型    | 161 cm   | 1期生      | 2018年12月20日         | LAND                                       |                         |
| 西野七瀬   | にしの ななせ     | 1994年5月25日（31歳）  | 大阪府           | O型    | 159 cm   | 1期生      | 2018年12月31日         | 乃木坂46合同会社                           |                         |
| 衛藤美彩   | えとう みさ       | 1993年1月4日（32歳）   | 大分県           | AB型   | 163 cm   | 1期生      | 2019年3月31日          | TWIN PLANET                                |                         |
| 伊藤かりん | いとう かりん     | 1993年5月26日（32歳）  | 神奈川県         | O型    | 154 cm   | 2期生      | 2019年5月24日          | 乃木坂46合同会社                           |                         |
| 斉藤優里   | さいとう ゆうり   | 1993年7月20日（32歳）  | 東京都           | O型    | 157 cm   | 1期生      | 2019年6月30日          | 株式会社321                                |                         |
| 桜井玲香   | さくらい れいか   | 1994年5月16日（31歳）  | 神奈川県         | A型    | 157 cm   | 1期生      | 2019年9月1日           | 乃木坂46合同会社                           |                         |
| 佐々木琴子 | ささき ことこ     | 1998年8月28日（26歳）  | 埼玉県           | A型    | 163 cm   | 2期生      | 2020年3月31日          | -                                          |                         |
| 井上小百合 | いのうえ さゆり   | 1994年12月14日（30歳） | 埼玉県           | B型    | 156 cm   | 1期生      | 2020年4月27日          | シス・カンパニー                           |                         |
| 中田花奈   | なかだ かな       | 1994年8月6日（31歳）   | 埼玉県           | A型    | 158 cm   | 1期生      | 2020年10月25日         | 乃木坂46合同会社                           |                         |
| 白石麻衣   | しらいし まい     | 1992年8月20日（32歳）  | 群馬県           | A型    | 162 cm   | 1期生      | 2020年10月28日         | 乃木坂46合同会社                           |                         |
| 堀未央奈   | ほり みおな       | 1996年10月15日（28歳） | 岐阜県           | O型    | 162 cm   | 2期生      | 2021年3月28日          | am合同会社                                 |                         |
| 松村沙友理 | まつむら さゆり   | 1992年8月27日（32歳）  | 大阪府           | B型    | 164 cm   | 1期生      | 2021年7月13日          | FIRST AGENT                                |                         |
| 伊藤純奈   | いとう じゅんな   | 1998年11月30日（26歳） | 神奈川県         | A型    | 166 cm   | 2期生      | 2021年8月31日          | Tie Works                                  |                         |
| 渡辺みり愛 | わたなべ みりあ   | 1999年11月1日（25歳）  | 東京都           | O型    | 153 cm   | 2期生      | 2021年8月31日          | アリゲーター                               |                         |
| 大園桃子   | おおぞの ももこ   | 1999年9月13日（25歳）  | 鹿児島県         | O型    | 156.4 cm | 3期生      | 2021年9月4日           | -                                          |                         |
| 高山一実   | たかやま かずみ   | 1994年2月8日（31歳）   | 千葉県           | A型    | 162 cm   | 1期生      | 2021年11月21日         | 乃木坂46合同会社                           |                         |
| 寺田蘭世   | てらだ らんぜ     | 1998年9月23日（26歳）  | 東京都           | 不明   | 155 cm   | 2期生      | 2021年12月12日         | -                                          |                         |
| 生田絵梨花 | いくた えりか     | 1997年1月22日（28歳）  | デュッセルドルフ | A型    | 160 cm   | 1期生      | 2021年12月31日         | 太田プロダクション                         |                         |
| 新内眞衣   | しんうち まい     | 1992年1月22日（33歳）  | 埼玉県           | B型    | 165 cm   | 2期生      | 2022年2月10日          | セント・フォース                           |                         |
| 星野みなみ | ほしの みなみ     | 1998年2月6日（27歳）   | 千葉県           | B型    | 155 cm   | 1期生      | 2022年2月12日          | -                                          |                         |
| 北野日奈子 | きたの ひなこ     | 1996年7月17日（29歳）  | 北海道           | O型    | 158 cm   | 2期生      | 2022年4月30日          | am合同会社                                 |                         |
| 山崎怜奈   | やまざき れな     | 1997年5月21日（28歳）  | 東京都           | B型    | 164 cm   | 2期生      | 2022年7月17日          | マウントケープ                             |                         |
| 樋口日奈   | ひぐち ひな       | 1998年1月31日（27歳）  | 東京都           | A型    | 161 cm   | 1期生      | 2022年10月31日         | 乃木坂46合同会社                           |                         |
| 和田まあや | わだ まあや       | 1998年4月23日（27歳）  | 広島県           | O型    | 161 cm   | 1期生      | 2022年12月4日          | -                                          |                         |
| 齋藤飛鳥   | さいとう あすか   | 1998年8月10日（27歳）  | 東京都           | O型    | 158 cm   | 1期生      | 2022年12月31日         | 乃木坂46合同会社                           |                         |
| 秋元真夏   | あきもと まなつ   | 1993年8月20日（31歳）  | 埼玉県           | B型    | 156 cm   | 1期生      | 2023年2月26日          | ジャパン・ミュージックエンターテインメント |                         |
| 鈴木絢音   | すずき あやね     | 1999年3月5日（26歳）   | 秋田県           | O型    | 161 cm   | 2期生      | 2023年3月28日          | A.M.Entertainment                          |                         |
| 北川悠理   | きたがわ ゆり     | 2001年8月8日（24歳）   | カリフォルニア州 | 不明   | 165 cm   | 4期生      | 2023年6月30日          | -                                          |                         |
| 早川聖来   | はやかわ せいら   | 2000年8月24日（24歳）  | 大阪府           | A型    | 164 cm   | 4期生      | 2023年8月24日          | -                                          |                         |
| 山下美月   | やました みづき   | 1999年7月26日（26歳）  | 東京都           | O型    | 160 cm   | 3期生      | 2024年5月12日          | 乃木坂46合同会社                           |                         |
| 阪口珠美   | さかぐち たまみ   | 2001年11月10日（23歳） | 東京都           | A型    | 161 cm   | 3期生      | 2024年7月15日          | ディープスキル                             |                         |
| 清宮レイ   | せいみや レイ     | 2003年8月1日（22歳）   | 埼玉県           | O型    | 164 cm   | 4期生      | 2024年7月17日          | -                                          |                         |
| 掛橋沙耶香 | かけはし さやか   | 2002年11月20日（22歳） | 岡山県           | B型    | 154 cm   | 4期生      | 2024年8月19日          | -                                          |                         |
| 向井葉月   | むかい はづき     | 1999年8月23日（25歳）  | 東京都           | A型    | 152 cm   | 3期生      | 2024年12月31日         | -                                          |                         |
| 与田祐希   | よだ ゆうき       | 2000年5月5日（25歳）   | 福岡県           | O型    | 153 cm   | 3期生      | 2025年2月23日          | 乃木坂46合同会社                           |                         |
| 佐藤楓     | さとう かえで     | 1998年3月23日（27歳）  | 愛知県           | A型    | 161 cm   | 3期生      | 2025年5月6日           | -                                          |                         |
| 中村麗乃   | なかむら れの     | 2001年9月27日（23歳）  | 東京都           | 不明   | 167 cm   | 3期生      | 2025年6月26日          | -                                          |                         |

### 構成の推移
| 年月日   | 出来事                                                                          | 増減 | 合計 | 合計 | 期別 | 期別     | 期別 | 期別 | 期別 | 期別 | 期別 | 期別 |
| 年月日   | 出来事                                                                          | 増減 | 全   | 正   | 1期  | 2期      | 兼任 | 3期  | 4期  | 5期  | 6期  | 研   |
| 2011年   | 出来事                                                                          | 増減 | 全   | 正   | 1期  | 2期      | 兼任 | 3期  | 4期  | 5期  | 6期  | 研   |
| -------- | ------------------------------------------------------------------------------- | ---- | ---- | ---- | ---- | -------- | ---- | ---- | ---- | ---- | ---- | ---- |
| 8月21日  | 1期生36名 合格                                                                  | +36  | 36   | 36   | 36   |          |      |      |      |      |      |      |
| 9月22日  | 山本穂乃香・吉本彩華 活動辞退                                                   | -2   | 34   | 34   | 34   |          |      |      |      |      |      |      |
| 2012年   | 出来事                                                                          | 増減 | 全   | 正   | 1期  | 2期      | 兼任 | 3期  | 4期  | 5期  | 6期  | 研   |
| 11月18日 | 岩瀬佑美子 卒業                                                                 | -1   | 33   | 33   | 33   |          |      |      |      |      |      |      |
| 2013年   | 出来事                                                                          | 増減 | 全   | 正   | 1期  | 2期      | 兼任 | 3期  | 4期  | 5期  | 6期  | 研   |
| 5月11日  | 2期生 お披露目                                                                  | +13  | 46   | 33   | 33   | （13）   |      |      |      |      |      | 13   |
| 6月16日  | 安藤美雲 卒業                                                                   | -1   | 45   | 32   | 32   | （13）   |      |      |      |      |      | 13   |
| 10月6日  | 堀未央奈 正規メンバー昇格                                                       |      | 45   | 33   | 32   | 1 （13） |      |      |      |      |      | 12   |
| 11月17日 | 柏幸奈・宮澤成良 卒業                                                           | -2   | 43   | 31   | 30   | 1（13）  |      |      |      |      |      | 12   |
| 2014年   | 出来事                                                                          | 増減 | 全   | 正   | 1期  | 2期      | 兼任 | 3期  | 4期  | 5期  | 6期  | 研   |
| 1月26日  | 北野日奈子 正規メンバー昇格                                                     |      | 43   | 32   | 30   | 2（13）  |      |      |      |      |      | 11   |
| 3月2日   | 新内眞衣 正規メンバー昇格                                                       |      | 43   | 33   | 30   | 3（13）  |      |      |      |      |      | 10   |
| 3月22日  | 西川七海 活動辞退                                                               | -1   | 42   | 33   | 30   | 3（12）  |      |      |      |      |      | 9    |
| 4月24日  | SKE48チームE松井玲奈の兼任開始                                                  | +1   | 43   | 34   | 30   | 3（12）  | 1    |      |      |      |      | 9    |
| 6月14日  | 相楽伊織 研究生復帰                                                             | +1   | 44   | 34   | 30   | 3（13）  | 1    |      |      |      |      | 10   |
| 7月21日  | 市來玲奈 卒業                                                                   | -1   | 43   | 33   | 29   | 3（13）  | 1    |      |      |      |      | 10   |
| 8月4日   | 伊藤かりん 正規メンバー昇格                                                     |      | 43   | 34   | 29   | 4（13）  | 1    |      |      |      |      | 9    |
| 10月18日 | 矢田里沙子・米徳京花 活動辞退                                                   | -2   | 41   | 34   | 29   | 4（11）  | 1    |      |      |      |      | 7    |
| 10月19日 | 伊藤寧々 卒業                                                                   | -1   | 40   | 33   | 28   | 4（11）  | 1    |      |      |      |      | 7    |
| 12月15日 | 大和里菜 契約終了                                                               | -1   | 39   | 32   | 27   | 4（11）  | 1    |      |      |      |      | 7    |
| 2015年   | 出来事                                                                          | 増減 | 全   | 正   | 1期  | 2期      | 兼任 | 3期  | 4期  | 5期  | 6期  | 研   |
| 1月18日  | 相楽伊織 正規メンバー昇格                                                       |      | 39   | 33   | 27   | 5（11）  | 1    |      |      |      |      | 6    |
| 2月22日  | 伊藤純奈・佐々木琴子・鈴木絢音・寺田蘭世・山崎怜奈・渡辺みり愛 正規メンバー昇格 |      | 39   | 39   | 27   | 11       | 1    |      |      |      |      | -    |
| 4月4日   | 畠中清羅 卒業                                                                   | -1   | 38   | 38   | 26   | 11       | 1    |      |      |      |      | -    |
| 5月14日  | 松井玲奈 交換留学終了                                                           | -1   | 37   | 37   | 26   | 11       | -    |      |      |      |      | -    |
| 2016年   | 出来事                                                                          | 増減 | 全   | 正   | 1期  | 2期      | 兼任 | 3期  | 4期  | 5期  | 6期  | 研   |
| 3月20日  | 永島聖羅 卒業                                                                   | -1   | 36   | 36   | 25   | 11       | -    |      |      |      |      | -    |
| 6月16日  | 深川麻衣 卒業                                                                   | -1   | 35   | 35   | 24   | 11       | -    |      |      |      |      | -    |
| 9月4日   | 3期生 お披露目                                                                  | +12  | 47   | 47   | 24   | 11       | -    | 12   |      |      |      | -    |
| 2017年   | 出来事                                                                          | 増減 | 全   | 正   | 1期  | 2期      | 兼任 | 3期  | 4期  | 5期  | 6期  | 研   |
| 2月20日  | 橋本奈々未 卒業                                                                 | -1   | 46   | 46   | 23   | 11       | -    | 12   |      |      |      | -    |
| 11月19日 | 中元日芽香 卒業                                                                 | -1   | 45   | 45   | 22   | 11       | -    | 12   |      |      |      | -    |
| 12月23日 | 伊藤万理華 卒業                                                                 | -1   | 44   | 44   | 21   | 11       | -    | 12   |      |      |      | -    |
| 2018年   | 出来事                                                                          | 増減 | 全   | 正   | 1期  | 2期      | 兼任 | 3期  | 4期  | 5期  | 6期  | 研   |
| 3月31日  | 川村真洋 卒業                                                                   | -1   | 43   | 43   | 20   | 11       | -    | 12   |      |      |      | -    |
| 5月6日   | 生駒里奈 卒業                                                                   | -1   | 42   | 42   | 19   | 11       | -    | 12   |      |      |      | -    |
| 7月16日  | 斎藤ちはる・相楽伊織 卒業                                                       | -2   | 40   | 40   | 18   | 10       | -    | 12   |      |      |      | -    |
| 11月30日 | 若月佑美 卒業                                                                   | -1   | 39   | 39   | 17   | 10       | -    | 12   |      |      |      | -    |
| 12月3日  | 4期生 お披露目                                                                  | +11  | 50   | 50   | 17   | 10       | -    | 12   | 11   |      |      | -    |
| 12月15日 | 能條愛未 卒業                                                                   | -1   | 49   | 49   | 16   | 10       | -    | 12   | 11   |      |      | -    |
| 12月20日 | 川後陽菜 卒業                                                                   | -1   | 48   | 48   | 15   | 10       | -    | 12   | 11   |      |      | -    |
| 12月31日 | 西野七瀬 卒業                                                                   | -1   | 47   | 47   | 14   | 10       | -    | 12   | 11   |      |      | -    |
| 2019年   | 出来事                                                                          | 増減 | 全   | 正   | 1期  | 2期      | 兼任 | 3期  | 4期  | 5期  | 6期  | 研   |
| 3月31日  | 衛藤美彩 卒業                                                                   | -1   | 46   | 46   | 13   | 10       | -    | 12   | 11   |      |      | -    |
| 5月24日  | 伊藤かりん 卒業                                                                 | -1   | 45   | 45   | 13   | 9        | -    | 12   | 11   |      |      | -    |
| 6月30日  | 斉藤優里 卒業                                                                   | -1   | 44   | 44   | 12   | 9        | -    | 12   | 11   |      |      | -    |
| 9月1日   | 桜井玲香 卒業                                                                   | -1   | 43   | 43   | 11   | 9        | -    | 12   | 11   |      |      | -    |
| 2020年   | 出来事                                                                          | 増減 | 全   | 正   | 1期  | 2期      | 兼任 | 3期  | 4期  | 5期  | 6期  | 研   |
| 2月16日  | 坂道研修生（4期生）5名 加入                                                     | +5   | 48   | 48   | 11   | 9        | -    | 12   | 16   |      |      | -    |
| 3月31日  | 佐々木琴子 卒業                                                                 | -1   | 47   | 47   | 11   | 8        | -    | 12   | 16   |      |      | -    |
| 4月27日  | 井上小百合 卒業                                                                 | -1   | 46   | 46   | 10   | 8        | -    | 12   | 16   |      |      | -    |
| 10月25日 | 中田花奈 卒業                                                                   | -1   | 45   | 45   | 9    | 8        | -    | 12   | 16   |      |      | -    |
| 10月28日 | 白石麻衣 卒業                                                                   | -1   | 44   | 44   | 8    | 8        | -    | 12   | 16   |      |      | -    |
| 2021年   | 出来事                                                                          | 増減 | 全   | 正   | 1期  | 2期      | 兼任 | 3期  | 4期  | 5期  | 6期  | 研   |
| 3月28日  | 堀未央奈 卒業                                                                   | -1   | 43   | 43   | 8    | 7        | -    | 12   | 16   |      |      | -    |
| 7月13日  | 松村沙友理 卒業                                                                 | -1   | 42   | 42   | 7    | 7        | -    | 12   | 16   |      |      | -    |
| 8月31日  | 伊藤純奈・渡辺みり愛 卒業                                                       | -2   | 40   | 40   | 7    | 5        | -    | 12   | 16   |      |      | -    |
| 9月4日   | 大園桃子 卒業                                                                   | -1   | 39   | 39   | 7    | 5        | -    | 11   | 16   |      |      | -    |
| 11月21日 | 高山一実 卒業                                                                   | -1   | 38   | 38   | 6    | 5        | -    | 11   | 16   |      |      | -    |
| 12月12日 | 寺田蘭世 卒業                                                                   | -1   | 37   | 37   | 6    | 4        | -    | 11   | 16   |      |      | -    |
| 12月31日 | 生田絵梨花 卒業                                                                 | -1   | 36   | 36   | 5    | 4        | -    | 11   | 16   |      |      | -    |
| 2022年   | 出来事                                                                          | 増減 | 全   | 正   | 1期  | 2期      | 兼任 | 3期  | 4期  | 5期  | 6期  | 研   |
| 2月10日  | 新内眞衣 卒業                                                                   | -1   | 35   | 35   | 5    | 3        | -    | 11   | 16   |      |      | -    |
| 2月12日  | 星野みなみ 卒業                                                                 | -1   | 34   | 34   | 4    | 3        | -    | 11   | 16   |      |      | -    |
| 2月23日  | 5期生 お披露目                                                                  | +11  | 45   | 45   | 4    | 3        | -    | 11   | 16   | 11   |      | -    |
| 4月30日  | 北野日奈子 卒業                                                                 | -1   | 44   | 44   | 4    | 2        | -    | 11   | 16   | 11   |      | -    |
| 7月17日  | 山崎怜奈 卒業                                                                   | -1   | 43   | 43   | 4    | 1        | -    | 11   | 16   | 11   |      | -    |
| 10月31日 | 樋口日奈 卒業                                                                   | -1   | 42   | 42   | 3    | 1        | -    | 11   | 16   | 11   |      | -    |
| 12月4日  | 和田まあや 卒業                                                                 | -1   | 41   | 41   | 2    | 1        | -    | 11   | 16   | 11   |      | -    |
| 12月31日 | 齋藤飛鳥 卒業                                                                   | -1   | 40   | 40   | 1    | 1        | -    | 11   | 16   | 11   |      | -    |
| 2023年   | 出来事                                                                          | 増減 | 全   | 正   | 1期  | 2期      | 兼任 | 3期  | 4期  | 5期  | 6期  | 研   |
| 2月26日  | 秋元真夏 卒業                                                                   | -1   | 39   | 39   | -    | 1        | -    | 11   | 16   | 11   |      | -    |
| 3月28日  | 鈴木絢音 卒業                                                                   | -1   | 38   | 38   | -    | -        | -    | 11   | 16   | 11   |      | -    |
| 6月30日  | 北川悠理 卒業                                                                   | -1   | 37   | 37   | -    | -        | -    | 11   | 15   | 11   |      | -    |
| 8月24日  | 早川聖来 卒業                                                                   | -1   | 36   | 36   | -    | -        | -    | 11   | 14   | 11   |      | -    |
| 2024年   | 出来事                                                                          | 増減 | 全   | 正   | 1期  | 2期      | 兼任 | 3期  | 4期  | 5期  | 6期  | 研   |
| 5月12日  | 山下美月 卒業                                                                   | -1   | 35   | 35   | -    | -        | -    | 10   | 14   | 11   |      | -    |
| 7月15日  | 阪口珠美 卒業                                                                   | -1   | 34   | 34   | -    | -        | -    | 9    | 14   | 11   |      | -    |
| 7月17日  | 清宮レイ 卒業                                                                   | -1   | 33   | 33   | -    | -        | -    | 9    | 13   | 11   |      | -    |
| 8月19日  | 掛橋沙耶香 卒業                                                                 | -1   | 32   | 32   | -    | -        | -    | 9    | 12   | 11   |      | -    |
| 12月31日 | 向井葉月 卒業                                                                   | -1   | 31   | 31   | -    | -        | -    | 8    | 12   | 11   |      | -    |
| 2025年   | 出来事                                                                          | 増減 | 全   | 正   | 1期  | 2期      | 兼任 | 3期  | 4期  | 5期  | 6期  | 研   |
| 2月23日  | 与田祐希 卒業                                                                   | -1   | 30   | 30   | -    | -        | -    | 7    | 12   | 11   |      | -    |
| 4月6日   | 6期生 お披露目                                                                  | +11  | 41   | 41   | -    | -        | -    | 7    | 12   | 11   | 11   | -    |
| 5月6日   | 佐藤楓 卒業                                                                     | -1   | 40   | 40   | -    | -        | -    | 6    | 12   | 11   | 11   | -    |
| 6月26日  | 中村麗乃 卒業                                                                   | -1   | 39   | 39   | -    | -        | -    | 5    | 12   | 11   | 11   | -    |

### 歴代キャプテン・副キャプテン
| 期間                           | キャプテン | 副キャプテン |
| ------------------------------ | ---------- | ------------ |
| 2012年6月17日 - 2019年9月1日   | 桜井玲香   | （不在）     |
| 2019年9月2日 - 2021年11月28日  | 秋元真夏   | （不在）     |
| 2021年11月29日 - 2023年2月22日 | 秋元真夏   | 梅澤美波     |
| 2023年2月23日 - 2024年12月13日 | 梅澤美波   | （空席）     |
| 2024年12月14日 -               | 梅澤美波   | 菅原咲月     |

### 選抜・福神

#### 楽曲の選抜・福神
乃木坂46では新しいシングルの発売と共に楽曲のパフォーマンスを行うメンバーが選抜される。シングル表題曲を歌唱するメンバーを選抜、それ以外をアンダーと呼ぶ。
- ◎ - センター。
- ○ - 福神[注釈 47]。
- ▲ - 選抜。
- 無印 - 表題曲以外の収録曲に参加。

#### 楽曲以外の選抜・福神
ダンス七福神は、『乃木坂って、どこ?』の乃木坂46・ダンススキルチェックで選出された7名。
- 生田絵梨花、生駒里奈、井上小百合、川村真洋、齋藤飛鳥、桜井玲香、中田花奈[553]

検定八福神は、『乃木坂と、まなぶ』の語彙・読解力検定3級試験で上位成績を収めた8名。
- 1位：秋元真夏、2位：橋本奈々未、3位：中田花奈、4位：中元日芽香、5位：松村沙友理、6位：生田絵梨花、7位：深川麻衣、8位：伊藤寧々[554]

モンハン選抜は、ゲーム『モンスターハンター』を盛り上げるために結成された5名。
- 斉藤優里、白石麻衣、永島聖羅、西野七瀬、松村沙友理[555]

an・an美脚選抜は、雑誌『an・an』（マガジンハウス）のNo.1955で選抜された脚の美しい10名。
- 秋元真夏、白石麻衣、新内眞衣、高山一実、西野七瀬、橋本奈々未、深川麻衣、松井玲奈、松村沙友理、若月佑美[注釈 60]

メガネ選抜は、乃木坂46が『第28回日本メガネベストドレッサー賞』で、普段の活動では眼鏡をかけていないがこれから眼鏡をかけて活躍してほしい人として特別賞を受賞した際、眼鏡が似合うメンバーとして選抜された6名。
- 衛藤美彩、齋藤飛鳥、白石麻衣、西野七瀬、橋本奈々未、深川麻衣[174]

乃木坂読書選抜は、雑誌『ダ・ヴィンチ』の連載「乃木坂活字部!」の一環で選抜された読書事情を語る3名。
- 齋藤飛鳥、高山一実、中元日芽香[558]

ジュエリー選抜は、乃木坂46が『第2回クリスマスジュエリープリンセス賞』の歌手部門を受賞した際、選抜された5名。
- 生田絵梨花、生駒里奈、白石麻衣、西野七瀬、松村沙友理[204]

乃木坂46 SHIBUYA109福神 produced by TGCは、ファッションの聖地SHIBUYA109と日本のガールズカルチャーを世界へ発信する東京ガールズコレクション（TGC）とともに日本のガールズファッションを盛り上げるために急遽結成された選抜チーム。旗艦店であるSHIBUYA109を始め、国内外合わせて9か所で管理・運営する各109施設で開催する2017年冬のバーゲン期間中、コラボレーションを展開する。
- 衛藤美彩、北野日奈子、齋藤飛鳥、桜井玲香、白石麻衣、西野七瀬、星野みなみ、堀未央奈、松村沙友理、若月佑美[210][211]

### 派生ユニット

#### 乃木團
乃木團（のぎだん）は、氣志團の影響を受けた乃木坂46メンバーによって結成されたバンド。2016年、キーボードだった永島聖羅とギターだった深川麻衣がグループから卒業したが、同年8月29日の「真夏の全国ツアー2016〜4th Year Birthday Live〜」の2日目公演から新たに和田まあやがキーボードとして登場した。2019年の『乃木坂46 7th YEAR BIRTHDAY LIVE』からはボーカルだった中元日芽香と能條愛未、ギターの川村真洋の卒業により新メンバーとして伊藤純奈と久保史緒里がボーカル、氣志團のギターリスト・西園寺瞳と星グランマニエがギターのサポートとして加入。
- 2ndアルバム『それぞれの椅子』収録の「失恋したら、顔を洗え!」を歌唱

##### 旧体制
- ボーカル：中元日芽香・能條愛未、ギター：深川麻衣（2016年脱退）、川村真洋、ドラム：齋藤飛鳥、ベース：中田花奈、キーボード：永島聖羅（2016年脱退）、和田まあや（新加入）[560]

##### 新体制
- ボーカル：伊藤純奈・久保史緒里、ドラム：齋藤飛鳥、ベース：中田花奈、キーボード：和田まあや[562]

#### まゆ坂46
まゆ坂46は、渡辺麻友と乃木坂46メンバーによって結成された2012年発売の渡辺のソロ2ndシングル「大人ジェリービーンズ」のカップリング曲「ツインテールはもうしない」を歌唱する企画コラボユニット。
- 渡辺麻友、生田絵梨花、生駒里奈、伊藤万理華、井上小百合、斉藤優里、桜井玲香、白石麻衣、高山一実、中田花奈、西野七瀬、橋本奈々未、深川麻衣、星野みなみ、松村沙友理、若月佑美[565]

#### こじ坂46
こじ坂46は、小嶋陽菜と乃木坂46メンバーによって結成された乃木坂46の公式ライバルでありながら、AKB48グループの公式ライバルでもある独立団体。2014年9月17日に開催された『AKB48グループ・じゃんけん大会2014 〜拳で勝ち取れ! 1/300ソロデビュー争奪戦〜』のCブロック1回戦で小嶋が当時AKB48と兼任していた生駒里奈と対戦した際、小嶋が川後陽菜、斉藤優里、永島聖羅、中田花奈を引き連れて登場し、その後、『乃木坂46 アンダーライブセカンド・シーズン』（2014年10月5日 - 19日、六本木ブルーシアター）の15日公演で乃木坂46の研究生7名、アンダーメンバー3名を立候補じゃんけんを用いて吸収、合計16名で結成された。
- 小嶋陽菜、生駒里奈、伊藤純奈、川後陽菜、川村真洋、斉藤優里、相楽伊織、佐々木琴子、鈴木絢音、寺田蘭世、永島聖羅、中田花奈、能條愛未、山崎怜奈、渡辺みり愛、和田まあや[569]

#### さし坂46
さし坂46は、指原莉乃と乃木坂46メンバーによって結成されたコラボユニット。2014年12月16日に開催された『第4回AKB48紅白対抗歌合戦』（TOKYO DOME CITY HALL）で白組副キャプテンである指原莉乃の出演に合わせて結成された。
- 指原莉乃、秋元真夏、衛藤美彩、齋藤飛鳥、相楽伊織、佐々木琴子、深川麻衣、堀未央奈[571]

#### 乃木坂AKB
乃木坂AKBは、AKB48の43rdシングル「君はメロディー」のカップリング曲「混ざり合うもの」で結成された乃木坂46とAKB48グループメンバーによるコラボユニット。
- 乃木坂46
  - 生田絵梨花、桜井玲香、白石麻衣、西野七瀬、深川麻衣、松村沙友理[572]
- AKB48グループ
  - 入山杏奈、大和田南那、柏木由紀、加藤玲奈、小嶋陽菜、指原莉乃、島崎遥香、松井珠理奈、宮脇咲良、横山由依[572]

#### ギガ200
ギガ200は、ソフトバンクのキャンペーン「ギガ学割」をPRするユニット。
- 秋元真夏、生田絵梨花、生駒里奈、伊藤万理華、衛藤美彩、齋藤飛鳥、白石麻衣、高山一実、西野七瀬、橋本奈々未、深川麻衣、星野みなみ、松村沙友理、若月佑美[573]、他

#### HoneyWorks meets さゆりんご軍団 + 真夏さんリスペクト軍団 from 乃木坂46
HoneyWorks meets さゆりんご軍団 + 真夏さんリスペクト軍団 from 乃木坂46は、クリエーターユニット「HoneyWorks」が生んだ恋愛青春群像劇、劇場アニメーション第2弾『好きになるその瞬間を。〜告白実行委員会〜』のエンディング主題歌として書き下ろされた楽曲「大嫌いなはずだった。」のために結成されたスペシャルユニット。
- さゆりんご軍団
  - 松村沙友理、佐々木琴子、寺田蘭世、伊藤かりん[574]
- 真夏さんリスペクト軍団
  - 秋元真夏、相楽伊織、鈴木絢音、渡辺みり愛[574]

#### 坂道AKB
坂道AKBは、AKB48の47thシングル「シュートサイン」のカップリング曲「誰のことを一番 愛してる?」で結成された、乃木坂46、欅坂46、日向坂46（旧けやき坂46）、AKB48グループメンバーによるコラボユニット。2017年3月31日の『ミュージックステーション 3時間スペシャル』（テレビ朝日）など、坂道AKBとして音楽番組にも出演している。51stシングル「ジャーバージャ」には、「坂道AKB」第2弾「国境のない時代」が収録されている。55thシングル「ジワるDAYS」には、「坂道AKB」第3弾「初恋ドア」が収録されている。
第1弾
- 乃木坂46
  - 伊藤万理華、北野日奈子、齋藤飛鳥、寺田蘭世、星野みなみ、堀未央奈
- 欅坂46
  - 今泉佑唯、菅井友香、平手友梨奈、渡辺梨加、渡邉理佐、長濱ねる
- AKB48
  - 岡田奈々、小栗有以、小嶋真子、向井地美音
- SKE48
  - 松井珠理奈
- HKT48
  - 宮脇咲良

第2弾
- 乃木坂46
  - 大園桃子、久保史緒里、齋藤飛鳥、堀未央奈、山下美月、与田祐希
- 欅坂46
  - 今泉佑唯、小林由依、菅井友香、長濱ねる、渡邉理佐
- けやき坂46
  - 加藤史帆
- AKB48
  - 岡田奈々、岡部麟、小栗有以、向井地美音
- SKE48
  - 松井珠理奈
- HKT48
  - 宮脇咲良

第3弾
- 乃木坂46
  - 梅澤美波、大園桃子、久保史緒里、山下美月、与田祐希
- 日向坂46
  - 加藤史帆、小坂菜緒、齊藤京子、佐々木美玲、渡邉美穂
- 欅坂46
  - 小池美波、小林由依、菅井友香、鈴本美愉、土生瑞穂
- AKB48グループ
  - 梅山恋和（NMB48）、岡部麟（AKB48）、小栗有以（AKB48）、坂口渚沙（AKB48）、下尾みう（AKB48）、瀧野由美子（STU48）、田中美久（HKT48）、福岡聖菜（AKB48）、矢作萌夏（AKB48）、山内瑞葵（AKB48）

#### IZ4648
IZ4648は、2018年12月12日放送の『2018 FNS歌謡祭 第2夜』で、乃木坂46、欅坂46、AKB48グループ、IZ*ONEメンバーで結成されたコラボユニット。AKB48の55thシングル「ジワるDAYS」には、カップリング曲として「必然性」が収録されている。
- 乃木坂46
  - 梅澤美波、齋藤飛鳥、西野七瀬、白石麻衣、堀未央奈、山下美月[583]
- 欅坂46
  - 小池美波、菅井友香、渡邉理佐、長濱ねる、小林由依、土生瑞穂[583]
- AKB48グループ
  - 小栗有以、柏木由紀、指原莉乃、岡田奈々、横山由依、須田亜香里[583]
- IZ*ONE
  - クォン・ウンビ、本田仁美、チャン・ウォニョン、宮脇咲良、チョ・ユリ、矢吹奈子[583]

### 乃木坂46内ユニット
以下、発売されたシングルおよびアルバムのユニット。

#### サンクエトワール
サンクエトワールは、13thシングル「今、話したい誰かがいる」の収録曲「大人への近道」、16thシングル「サヨナラの意味」の収録曲「君に贈る花がない」を歌唱したメンバー。13thシングルのアンダーメンバーより選抜。「サンクエトワール」はフランス語で「五つ星 (cinq étoile)」という意味。サンエトとも呼ばれる。
- メンバー：北野日奈子、寺田蘭世、中田花奈、中元日芽香、堀未央奈

#### さゆりんご軍団
さゆりんご軍団は、15thシングル「裸足でSummer」の収録曲「白米様」、および4thアルバム『今が思い出になるまで』の収録曲「さゆりんご募集中」を歌唱したメンバーを含む5人組の軍団。
2019年5月26日、『乃木坂46 23rdシングル「Sing Out!」発売記念 選抜ライブ』にて、さゆりんご軍団が登場した。24日に開催された『乃木坂46 23rdシングル「Sing Out!」発売記念 アンダーライブ』にて、乃木坂46を卒業した伊藤かりんもサプライズ登場して「さゆりんご軍団は卒業しません」と宣言した。
2019年5月29日、さゆりんご軍団研究生であった中田花奈が、『生のアイドルが好き』内で、研究生から昇格する旨が発表された。
2021年6月22日から23日にかけて『さ〜ゆ〜Ready? 〜さゆりんご軍団ライブ／松村沙友理 卒業コンサート〜』（横浜アリーナ）、グループのユニットとして初の単独ライブを開催した。乃木坂46を卒業した伊藤かりん、佐々木琴子、中田花奈も参加。
- メンバー：松村沙友理、寺田蘭世、佐々木琴子、伊藤かりん、中田花奈（2019年5月29日加入）

#### 真夏さんリスペクト軍団
真夏さんリスペクト軍団は、16thシングル「サヨナラの意味」の収録曲「2度目のキスから」を歌唱したメンバー。

#### 女子校カルテット
女子校カルテットは、2ndアルバム『それぞれの椅子』の収録曲「口約束」、17thシングル「インフルエンサー」の収録曲「人生を考えたくなる」、22ndシングル「帰り道は遠回りしたくなる」の収録曲「告白の順番」を歌唱したメンバー。女子校に通っていた、かつ普段から仲の良いメンバーで結成。
- メンバー：秋元真夏、桜井玲香、中田花奈、若月佑美

#### 姉御坂
姉御坂は、17thシングル「インフルエンサー」の収録曲「意外BREAK」を歌唱したメンバー。グループ1期生年長メンバーで結成。
- メンバー：衛藤美彩、白石麻衣、高山一実、松村沙友理

#### ナスカ
ナスカは、17thシングル「インフルエンサー」の収録曲「Another Ghost」を歌唱したメンバー。ナナセの「ナ」、アスカの「ス」、マリカの「カ」の組み合わせ。
- メンバー：伊藤万理華、齋藤飛鳥、西野七瀬

#### かすみ草
かすみ草は、17thシングル「インフルエンサー」の収録曲「当たり障りのない話」を歌唱したメンバー。かすみ草の花言葉は「名脇役」。主役を影で支える力のあるメンバーという意味が込められている。
- メンバー：生駒里奈、井上小百合、星野みなみ、堀未央奈

#### 若様軍団
若様軍団は、19thシングル「いつかできるから今日できる」の収録曲「失恋お掃除人」を歌唱したメンバー。4名に共通する一文字「美」から若月が3期生を結集。
- メンバー：梅澤美波、阪口珠美、山下美月、若月佑美

#### 藤桜梨
藤桜梨（ドンウォーリー）は、20thシングル「シンクロニシティ」の収録曲「雲になればいい」を歌唱したメンバー。衛藤の「藤」、桜井の「桜」、絵梨花の「梨」、とそれぞれの名前にある花の組み合わせ。
- メンバー：生田絵梨花、衛藤美彩、桜井玲香

#### いもうと坂
いもうと坂は、20thシングル「シンクロニシティ」の収録曲「言霊砲」を歌唱したメンバー。表題曲の選抜3期生メンバー4名で結成。
- メンバー：大園桃子、久保史緒里、山下美月、与田祐希

### オーディション

#### 1期生オーディション
- 応募資格：2011年4月1日時点で満12歳から24歳で、特定のレコードメーカー、プロダクション、音楽出版社に専属契約のない女性[591]。2011年7月20日に締切[591]。
- 応募総数：3万8934名[592]。
- 一次審査：書類選考[593]。
- 二次審査：面接（2011年8月6日 - 7日、札幌・仙台・東京・名古屋・大阪・福岡・沖縄）[593]。
- 三次審査、四次審査：実技（2011年8月20日 - 21日、SME乃木坂ビル）、合格者56名[502]。
- 最終審査：2011年8月21日に実施、合格者36名[594]。
- 最終合格者：乃木坂46の結成メンバーとして活動を開始[594]。

#### 2期生オーディション
- 応募資格：2013年3月31日時点で満13歳から22歳で、特定のプロダクションなどに専属契約のない女性[595]。2013年1月15日に締切[595]。
- 応募総数：1万6302人[596]。
- 最終審査：2013年3月28日合格発表[597]。合格者14名、倍率1,000倍以上[598]。
- 最終合格者：乃木坂46のミュージカル公演『16人のプリンシパル deux』の東京で開催される15回の公演（2013年5月3日 - 12日、赤坂ACTシアター）で各1名ずつ発表され、乃木坂46の研究生としてレッスンを受ける[599]。

#### 3期生オーディション
- 応募資格：満12歳から満20歳で[191]、合格後、上京および乃木坂46合同会社との専属契約が可能な女性[191]。2016年7月19日に締切[191]。
- 応募総数：4万8986人[600]。セミナー時点の応募総数は1万人以上[601]。
- セミナー：オーディション用女性限定セミナー（2016年3月26日、宮城 / 3月27日、北海道・愛知・大阪・広島・福岡 / 4月2日、東京）[602]。
- 一次審査：書類選考[191]。
- 二次審査：面接（2016年7月30日 - 31日、東京 / 8月3日、札幌・福岡 / 8月5日、名古屋 / 8月6日、静岡・金沢 / 8月7日、新潟・高知 / 8月8日 - 9日、大阪 / 8月12日、仙台・鹿児島 / 8月13日、群馬・沖縄）[191]。
- 三次審査：実技（2016年8月19日 - 20日、東京都内某所）[191]。
- 四次審査：面接（2016年8月21日、東京都内某所）[603]。
- SHOWROOM部門：配信（2016年8月27日12時00分 - 2016年9月2日21時59分）[604]。
- 最終審査：合格者決定（2016年9月4日、東京都内某所）[注釈 62]。
- 最終合格者：四次審査までに13名が選出され、最終審査前に1名が辞退[199]。12名が最終審査に臨み、全員が合格した[199]。2016年9月4日、『乃木坂46 第3期生 決定スペシャル!』（LINE LIVE）で合格者が初披露された[199]。また、合格者の大園桃子が3期生の暫定センターを務めることが決定した[603]。さらに、オーディションに併せて大手出版社各誌とコラボレーションした特別企画が実施された[603]。オーディションを全20誌の担当者が見学し、合格者の中から選出したメンバーに各誌が特別賞を与え、特別賞を受賞したメンバーは各雑誌への掲載が確約された[注釈 63]。

#### 5期生オーディション
- 応募資格：2021年8月10日の時点で満12歳から満20歳まで[605]。
- 応募期間：2021年7月19日正午から8月10日17時まで[606]。
- 応募総数：8万7852人[319]。この応募人数は日本のグループアイドル史上最多であると報じられている[607]。
- 一次審査：書類審査[605]。
- 二次審査：リモートオンライン（8月20日から24日まで）[606]。
- 三次審査：面接1（2021年9月4日、東京・名古屋・仙台 / 9月5日、大阪・福岡・札幌）[606]。
- 四次審査：面接2（2021年9月18日、東京都内某所）[606]。
- 研修生（メンバー候補生）最終審査：（2021年9月19日、東京都内某所）[606]。
- 最終合格者：2022年2月1日に乃木坂46の公式YouTubeチャンネル「乃木坂配信中」で11名の合格が発表された[319]。プロフィールは2月2日から「乃木坂配信中」にて毎日一人ずつ、計8人が公開[319]。なお、当初は2021年12月発表予定[606]としていたが、新型コロナウイルス感染拡大の影響で選考スケジュールに変更があり、2月に発表されることとなった[607]。

#### 6期生オーディション
- 応募資格：2024年8月31日の時点で満12歳から満20歳まで[608][609]。
- 春組
  - 応募期間：2024年2月2日12時から2024年3月5日17時まで[608]。
  - 一次審査：書類審査[608]。
  - 二次審査：オンライン（2024年3月23日から27日まで）[608]。
  - 三次審査：面接1（2024年4月13日、札幌 / 4月14日、福岡・仙台 / 4月20日、名古屋 / 4月21日、大阪 / 4月27日 - 28日、東京）[608]。
  - 四次審査：面接2（2024年5月18日、東京）[608]。
  - 研修生（メンバー候補生）最終審査：（2024年5月19日、東京）[608]。
- 夏組
  - 応募期間：2024年6月28日12時から7月29日17時まで[609]。
  - 一次審査：書類審査[609]。
  - 二次審査：オンライン（2024年8月10日から12日まで）[609]。
  - 三次審査：面接1（2024年8月23日、福岡 / 8月24日、大阪・仙台 / 8月25日、名古屋・札幌 / 8月31日・9月1日、東京）[609]。
  - 四次審査：面接2（2024年9月28日、東京）[609]。
  - 研修生（メンバー候補生）最終審査：（2024年9月29日、東京）[609]。
- 最終合格者：2025年2月5日に乃木坂46の公式YouTubeチャンネル「乃木坂配信中」で11名の合格が発表された[363]。プロフィールは2月6日から「乃木坂配信中」にて毎日一人ずつ、計11人が公開[363]。

## タイアップ
| 楽曲                       | タイアップ | 収録作品                                     |
| -------------------------- | --- | -------------------------------------------- |
| ぐるぐるカーテン           | 明治『明治チョコレート カーテン渡し』編 CMソング | 1stシングル『ぐるぐるカーテン』              |
| 左胸の勇気                 | スカパー! Jリーグ2012 公式応援ソング | 1stシングル『ぐるぐるカーテン』              |
| おいでシャンプー           | HTC NIPPON『HTC J ISW13HT』CMソング | 2ndシングル『おいでシャンプー』              |
| ハウス! off vocal ver.     | 文化放送『乃木坂46の「の」』オープニングテーマ | 2ndシングル『おいでシャンプー』              |
| 走れ!Bicycle               | ハウス食品『メガシャキ』CMソング | 3rdシングル『走れ!Bicycle』                  |
| 人はなぜ走るのか?          | FIFA U-20 女子ワールドカップジャパン2012 オフィシャルソング | 3rdシングル『走れ!Bicycle』                  |
| 制服のマネキン             | HTC NIPPON『HTC J butterfly HTL21』CMソング 北海道放送・TBS系『2013 HBCジャンプカップ』エンディングテーマ | 4thシングル『制服のマネキン』                |
| 指望遠鏡                   | MBS・TBS系アニメ『マギ』前期（第1話 - 第12話）エンディングテーマ | 4thシングル『制服のマネキン』                |
| ここじゃないどこか         | NHK BSプレミアム アニメ『うさぎのモフィ』エンディング・テーマ | 4thシングル『制服のマネキン』                |
| 君の名は希望               | 映画『超能力研究部の3人』主題歌 | 5thシングル『君の名は希望』                  |
| シャキイズム               | ハウス食品『メガシャキ』『メガシャキガム』『ギガシャキ』CMソング | 5thシングル『君の名は希望』                  |
| ガールズルール             | 楽天『楽天スーパーSALE 実行委員会（肉・カニ）』編 CMソング 日本テレビ系『NOGIBINGO!』オープニングテーマ | 6thシングル『ガールズルール』                |
| 世界で一番 孤独なLover     | 日本テレビ系 土曜深夜ドラマ『BAD BOYS J』挿入歌 | 6thシングル『ガールズルール』                |
| 月の大きさ                 | テレビ東京系 アニメ『NARUTO -ナルト- 疾風伝』第14期オープニングテーマ | 7thシングル『バレッタ』                      |
| ロマンスのスタート         | ハウス食品『メガシャキ』『ギガシャキ』 NHK BSプレミアム『乃木坂46のガクたび!』オープニング・テーマ | 8thシングル『気づいたら片想い』              |
| 何度目の青空か?            | HTC NIPPON『HTC J butterfly HTL23』CMソング | 10thシングル『何度目の青空か?』              |
| 命は美しい                 | はるやま商事『はるやまx乃木坂46 さよなら制服』編 CMソング 7gogo『755「がんばる!」』編、『755「嬉しい!」』編 CMソング | 11thシングル『命は美しい』                   |
| 立ち直り中                 | ダリヤ『Palty』CMソング | 11thシングル『命は美しい』                   |
| 太陽ノック                 | セブン-イレブン『セブン-イレブン フェア 乃木坂46』キャンペーンソング テレビ東京系 ドラマ24『初森ベマーズ』オープニング・テーマ | 12thシングル『太陽ノック』                   |
| もう少しの夢               | テレビ東京系 ドラマ24『初森ベマーズ』エンディング・テーマ | 12thシングル『太陽ノック』                   |
| 今、話したい誰かがいる     | 映画『心が叫びたがってるんだ。』主題歌 JR東日本ウォータービジネス『From AQUA〜谷川連峰の天然水〜』CMソング | 13thシングル『今、話したい誰かがいる』       |
| ポピパッパパー             | サマンサタバサ「サマンサタバサプチチョイス」CMソング | 13thシングル『今、話したい誰かがいる』       |
| 悲しみの忘れ方             | 映画『悲しみの忘れ方 Documentary of 乃木坂46』主題歌 | 13thシングル『今、話したい誰かがいる』       |
| ハルジオンが咲く頃         | SIZE BOOK『sizebook』CMソング allfuz『乃木恋〜坂道の下で、あの日僕は恋をした〜』CMソング | 14thシングル『ハルジオンが咲く頃』           |
| きっかけ                   | セブン-イレブン『セブン-イレブン フェア 乃木坂46』キャンペーンソング | 2ndアルバム『それぞれの椅子』                |
| 空気感                     | ダリヤ『Palty』CMソング | 2ndアルバム『それぞれの椅子』                |
| オフショアガール           | JR東日本ウォータービジネス『From AQUA〜谷川連峰の天然水〜』CMソング | 15thシングル『裸足でSummer』                 |
| 僕だけの光                 | 日本テレビ系『第36回全国高等学校クイズ選手権』主題歌 | 15thシングル『裸足でSummer』                 |
| インフルエンサー           | はるやま商事『スラテクノスーツ』CMソング フジテレビ系『My first baito』挿入歌 ディップ「バイトル」CMソング 京楽産業.『Pぱちんこ 乃木坂46』CMソング | 17thシングル『インフルエンサー』             |
| 意外BREAK                  | BSテレ東『東京パソコンクラブ 〜プログラミング女子のゼロからゲーム作り〜』オープニングテーマ（2023年6月10日 - ） | 17thシングル『インフルエンサー』             |
| 流星ディスコティック       | ディップ「バイトル」CMソング | 3rdアルバム『生まれてから初めて見た夢』      |
| スカイダイビング           | セブン-イレブン『セブン-イレブン フェア 乃木坂46』キャンペーンソング BSテレ東『東京パソコンクラブ 〜プログラミング女子のゼロからゲーム作り〜』オープニングテーマ（2022年7月8日、7月22日） | 3rdアルバム『生まれてから初めて見た夢』      |
| 思い出ファースト           | allfuz『乃木恋〜坂道の下で、あの日僕は恋をした〜』CMソング | 3rdアルバム『生まれてから初めて見た夢』      |
| Rewindあの日               | BSテレ東『東京パソコンクラブ 〜プログラミング女子のゼロからゲーム作り〜』オープニングテーマ（2022年4月 - 2023年6月3日） | 3rdアルバム『生まれてから初めて見た夢』      |
| ひと夏の長さより…          | フジテレビ「お台場みんなの夢大陸2017」テーマソング | 18thシングル『逃げ水』                       |
| 泣いたっていいじゃないか？ | 日本テレビ系『第37回全国高等学校クイズ選手権』応援ソング | 18thシングル『逃げ水』                       |
| 女は一人じゃ眠れない       | 映画『ワンダーウーマン』イメージソング | 18thシングル『逃げ水』                       |
| 逃げ水                     | ディップ「バイトル」CMソング フジテレビ系『My first baito』挿入歌 | 18thシングル『逃げ水』                       |
| いつかできるから今日できる | 映画『あさひなぐ』主題歌 はるやま商事『各地域応援祭』CMソング フジテレビ系『My first baito』挿入歌 | 19thシングル『いつかできるから今日できる』   |
| シンクロニシティ           | はるやま商事「2018フレッシャーズフェア」『春イチバンになれ。』篇CMソング セブン-イレブン『セブン-イレブンフェア 乃木坂46』キャンペーンソング | 20thシングル『シンクロニシティ』             |
| 雲になればいい             | フジテレビ系『めざましどようび』テーマソング | 20thシングル『シンクロニシティ』             |
| 空扉                       | 映画『劇場版 七つの大罪 天空の囚われ人』主題歌 | 21stシングル『ジコチューで行こう!』          |
| あんなに好きだったのに…    | 日本テレビ系『第38回全国高等学校クイズ選手権2018』応援ソング | 21stシングル『ジコチューで行こう!』          |
| 帰り道は遠回りしたくなる   | はるやま商事「アイシャツ」『完全ノーアイロンを疑え』編、「2019 フレッシャーズフェア」『ひっくりかえるほど美脚』編CMソング フジテレビ系『乃木坂46のザ・ドリームバイト!』オープニングテーマ | 22ndシングル『帰り道は遠回りしたくなる』     |
| キャラバンは眠らない       | 日本赤十字社 『はたちの献血』「エール」篇CMソング | 22ndシングル『帰り道は遠回りしたくなる』     |
| もうすぐ〜ザンビ伝説〜     | 日本テレビ ドラマ『ザンビ』主題歌 | 4thアルバム『今が思い出になるまで』          |
| ありがちな恋愛             | 日本コカ・コーラ「ファンタ」『ファンタ坂学園 変顔ボトル』編 CMソング | 4thアルバム『今が思い出になるまで』          |
| Sing Out!                  | 日本コカ・コーラ「ファンタ」『ファンタ坂学園 ぶっちゃけボトル』編 CMソング | 23rdシングル『Sing Out!』                    |
| 4番目の光                  | 日本テレビ系 『乃木坂どこへ』オープニングテーマ | 23rdシングル『Sing Out!』                    |
| 僕のこと、知ってる？       | 映画『いつのまにか、ここにいる Documentary of 乃木坂46』主題歌 | 24thシングル『夜明けまで強がらなくてもいい』 |
| 僕の思い込み               | 日本テレビ系「高校生クイズ2019」テーマソング | 24thシングル『夜明けまで強がらなくてもいい』 |
| サヨナラ Stay with me      | ブルボン フェットチーネグミ「迷ったら、ハズむほう。」編 CMソング | 25thシングル『しあわせの保護色』             |
| I see...                   | dTVオリジナルドラマ『サムのこと』主題歌 dTVオリジナルドラマ『猿に会う』主題歌 フジテレビ系『乃木坂46のザ・ドリームバイト!』オープニングテーマ 日本テレビ系『ノギザカスキッツ』オープニングテーマ 乃木坂46 forTUNE meets「オンラインミート&グリート」CMソング テレビ東京系『有吉ぃぃeeeee!そうだ!今からお前んチでゲームしない?』2021年3月期EDテーマ | 25thシングル『しあわせの保護色』             |
| ファンタスティック3色パン  | 映画『映像研には手を出すな!』主題歌 | 25thシングル『しあわせの保護色』             |
| 明日がある理由             | 日本テレビ系『第40回全国高等学校クイズ選手権2020』テーマソング | 26thシングル『僕は僕を好きになる』           |
| Wilderness world           | 『荒野行動』コラボレーションソング | 26thシングル『僕は僕を好きになる』           |
| 僕は僕を好きになる         | はるやま商事『どんなシーンでも篇 レディス』CMソング 日本赤十字社『はたちの献血』「応援メッセージ」篇CMソング | 26thシングル『僕は僕を好きになる』           |
| 人は夢を二度見る           | 菓匠三全「乃木坂46 久保史緒里の宮城・仙台 旅しおり」CMソング テレビ東京系『東京パソコンクラブ』オープニングテーマ（2025年4月5日 - ） | 32ndシングル『人は夢を二度見る』             |
| Never say never            | プロ野球eスポーツリーグ『eBASEBALLプロスピAリーグ』（スピリーグ）2023シーズン 大会応援ソング | 32ndシングル『人は夢を二度見る』             |
| チートデイ                 | コーセー『メイク キープ ミスト』「11人篇」「バス篇」「プール篇」「ダンス篇」CMソング | 36thシングル『チートデイ』                   |
| あの光                     | TOKYO MX『ATRI -My Dear Moments-』オープニング・テーマ | 36thシングル『チートデイ』                   |
| Same numbers               | So-net『乃木坂46×So-netコラボキャンペーン』「光の糸」篇「乃木坂46、感動」篇「So-net 毎週紹介！」篇 CMソング | 39thシングル『Same numbers』                 |

## 書籍

### 写真集
- 乃木坂派（2013年10月22日、双葉社）[668]
- 季刊 乃木坂 （東京ニュース通信社）
  - vol.1 早春（2014年3月5日）[669]
  - vol.2 初夏（2014年6月12日）[670]
  - vol.3 涼秋（2014年9月4日）[671]
  - vol.4 彩冬（2014年12月26日）[672]
- 初森ベマーズ電子写真集（楽天Kobo）
  - Vol.1（2015年8月14日）[673]
  - Vol.2（2015年9月11日）[674]
- ドラマ24「初森ベマーズ」公式写真集『君といた夏〜もうひとつのベマーズ〜』（2015年10月22日、幻冬舎）[675]
- 1時間遅れのI love you.（2016年8月5日、主婦と生活社）[676]
- 乃木撮（講談社）[677][注釈 65]
  - VOL.01（2018年6月26日）[678]
  - VOL.02（2019年12月17日）[679]
  - VoL.03（2023年1月24日）[680]
- 乃木坂46 5期生写真集「あの頃、乃木坂にいた」（2024年2月20日、マガジンハウス）[681][682][683]

### 雑誌・新聞連載
- 東京スポーツ（東京スポーツ新聞社）
  - AKB48公式ライバル 乃木坂46もいかがですか?（2011年10月6日 - ）
  - 乃木坂46 高山一実と仲間たち 昭和にアメイジング!（2013年4月3日 - ）
- B.L.T.（2011年10月24日 - 、東京ニュース通信社） - NOGI STYLE[684]。
- 乃木坂46版「NOGI CAMERA」（2011年11月24日 - 、東京ニュース通信社） - オフショット集[685]。
- BUBKA（2011年11月30日 - 、コアマガジン・白夜書房） - 乃木坂の乱![686]。
- YOUPAPER（2012年9月15日 - 、YOUPRESS） - HAPPY VOICE[687]。
- Samurai ELO（2012年9月24日 - 、インフォレスト） - 美女散歩[688]。
- 月刊シティ情報おおいた（2012年12月25日 - 、おおいたインフォメーションハウス）[689]
- 乃木坂と、まなぶ（2013年3月12日 - 、朝日新聞デジタル）[690]
- EX大衆（2013年5月15日 - 、双葉社） - nogimate[注釈 66]。
- みんなの漢字（2013年6月1日 - 、朝日新聞出版） - ねぇ、私の名前はね!?[692]。
- mina（2013年8月20日 - 、主婦の友社） - 乃木坂46のキレイ道[693]。
- 月刊ENTAME（徳間書店）
  - 乃木坂2/46、なぜなに? 乃木坂46のふしぎ（2013年12月28日 - ）[694]
  - NOGIMANIA（2015年5月30日 - ）[695]
- 週刊ビッグコミックスピリッツ（2014年10月20日 - 、小学館） - 週刊・乃木坂46通信[696]。
- ダ・ヴィンチ（2015年3月6日 - 、KADOKAWA） - 乃木坂活字部![697]。
- 週刊プレイボーイ（2015年3月16日 - 、集英社） - 乃木坂46物語[698]。
- YOUNG GUITAR（シンコーミュージック）
  - ろってぃーのRoad to Guitar Heroine シーズン1（2015年9月10日 - 2016年8月10日）[699]
  - ろってぃーのRoad to Guitar Heroine シーズン2（2017年7月11日 - ）[699]
- 日刊スポーツ静岡版（2016年1月22日 - 、日刊スポーツ新聞社） - のぼれ!! ふかがわかつき[700][注釈 67]。
- HUSTLE PRESS（2016年1月29日 - 、HUSTLE PRESS） - 乃木選[701]。
- 月刊ニュータイプ（2016年5月10日 - 、角川書店） - Nogizaka Newtype[702]。
- FRIDAY（2017年2月24日 - 、講談社） - 乃木撮[703]。
- an・an（2017年8月23日、マガジンハウス） - 「女子の流行モノ!」特集[704]。
- with（2018年8月28日 - 、講談社） - 乃木坂OLプロジェクト（不定期）[705]。

### 楽譜
- ピアノソロ やさしく弾ける 乃木坂46 Selection for Piano（2016年1月24日、ヤマハミュージックメディア）[706]
- ギター弾き語り 乃木坂46 ベスト・セレクション（2017年6月11日、ヤマハミュージックメディア）[707]
- 豪華演奏で楽しむ 乃木坂46 Selection for Piano（2018年5月11日、ヤマハミュージックメディア）[708]
- 乃木坂46『僕だけの君〜Under Super Best〜』（やさしく弾けるピアノソロ / ギター弾き語り）（2018年10月13日、ヤマハミュージックエンタテインメントホールディングス）[709]

### 関連書籍
- 乃木坂と、まなぶ（2014年3月18日、朝日新聞出版）[710]
- 乃木坂46公演「16人のプリンシパル」trois 公式パンフレット（2014年7月28日、楽天）[711]
- 乃木坂46 ジャパンエキスポ出演記念集 La lettres de Paris 〜乃木坂46より、愛をこめて〜（2014年9月29日、楽天）[712]
- 映画 超能力研究部の3人 公式ブック（2014年12月5日、講談社）[713]
- 乃木坂46物語（2015年12月18日、集英社）[714]
- 別冊カドカワ 総力特集 乃木坂46（KADOKAWA）
  - vol.01（2016年4月2日）[715]
  - vol.02（2016年6月29日）[716]
  - vol.03（2016年10月3日）[717]
  - vol.04（2017年7月3日）[718]
- N46MODE（光文社）[719]
  - vol.0（2017年11月1日）
  - vol.1（2019年7月1日）
  - vol.2（2022年5月10日）
- anan特別編集 乃木坂46 真夏の全国ツアー2018 公式SPECIALBOOK（2018年7月23日、マガジンハウス）[720]
- のぎたび in ハワイ 白石麻衣＆松村沙友理、スペイン 齋藤飛鳥＆星野みなみ、ニューカレドニア 堀未央奈＆北野日奈子（2020年5月14日、幻冬舎）[721]
- 10年の歩き方（2023年3月29日、KADOKAWA）[722]

## パチンコ・パチスロ
- ぱちんこ 乃木坂46（2021年11月、京楽）[723]
- ぱちんこ 乃木坂46 トレジャースペック（2023年3月、京楽）[724]
- ぱちんこ 乃木坂46 キュンキュンLIGHT ver.（2023年6月、京楽）[725]
- ぱちスロ 乃木坂46（2023年8月、京楽）[726] - 唯一のパチスロ。
- e乃木坂46ⅡK4（2024年10月、京楽）[727]

## 受賞歴
| 年     | 賞                                    | 部門                                            | 作品                                         |
| ------ | ------------------------------------- | ----------------------------------------------- | -------------------------------------------- |
| 2013年 | 第27回日本ゴールドディスク大賞        | ニュー・アーティスト・オブ・ザ・イヤー 邦楽部門 |                                              |
| 2015年 | 第29回日本ゴールドディスク大賞        | ベスト5シングル                                 | 何度目の青空か?                              |
| 2015年 | 第28回日本メガネベストドレッサー賞    | 特別賞                                          |                                              |
| 2016年 | 第30回日本ゴールドディスク大賞        | ベスト5シングル                                 | 太陽ノック                                   |
| 2016年 | 第2回クリスマスジュエリープリンセス賞 | 歌手部門                                        |                                              |
| 2017年 | 第31回日本ゴールドディスク大賞        | ベスト5シングル                                 | サヨナラの意味                               |
| 2017年 | 第50回日本有線大賞                    | 有線音楽優秀賞                                  | インフルエンサー                             |
| 2017年 | 第59回日本レコード大賞                | 大賞                                            | インフルエンサー                             |
| 2017年 | 第59回日本レコード大賞                | 優秀作品賞                                      | インフルエンサー                             |
| 2018年 | 第32回日本ゴールドディスク大賞        | ベスト5シングル                                 | 逃げ水                                       |
| 2018年 | WEIBO Account Festival in Japan 2018  | 人気アイドルグループ賞                          |                                              |
| 2018年 | 第60回日本レコード大賞                | 大賞                                            | シンクロニシティ                             |
| 2018年 | 第60回日本レコード大賞                | 優秀作品賞                                      | シンクロニシティ                             |
| 2019年 | 第33回日本ゴールドディスク大賞        | ベスト5シングル                                 | シンクロニシティ / ジコチューで行こう!       |
| 2019年 | WEIBO Account Festival in Japan 2019  | 人気アイドルグループ賞                          |                                              |
| 2019年 | 第61回日本レコード大賞                | 優秀作品賞                                      | Sing Out!                                    |
| 2020年 | 第34回日本ゴールドディスク大賞        | ベスト5シングル                                 | Sing Out! / 夜明けまで強がらなくてもいい     |
| 2020年 | 第34回日本ゴールドディスク大賞        | ベスト5アルバム                                 | 今が思い出になるまで                         |
| 2020年 | 第62回日本レコード大賞                | 優秀作品賞                                      | 世界中の隣人よ                               |
| 2021年 | WEIBO Account Festival in Japan 2020  | 人気女性アイドルグループ賞                      |                                              |
| 2021年 | 第35回日本ゴールドディスク大賞        | ベスト5シングル                                 | しあわせの保護色                             |
| 2021年 | 第63回日本レコード大賞                | 優秀作品賞                                      | ごめんねFingers crossed                      |
| 2022年 | 第36回日本ゴールドディスク大賞        | ベスト5シングル                                 | ごめんねfingers crossed / 僕は僕を好きになる |
| 2022年 | 第36回日本ゴールドディスク大賞        | ベスト5アルバム                                 | Time flies                                   |
| 2022年 | WEIBO Account Festival 2022           | 優秀女性グループ賞                              |                                              |
| 2023年 | 第37回日本ゴールドディスク大賞        | ベスト5シングル                                 | 好きというのはロックだぜ! / ここにはないもの |
| 2023年 | MTV Video Music Awards Japan2023      | 最優秀邦楽グループビデオ賞                      | おひとりさま天国                             |
| 2024年 | 第38回日本ゴールドディスク大賞        | ベスト5シングル                                 | おひとりさま天国                             |
| 2025年 | MTV Video Music Awards Japan          | 最優秀ポップビデオ賞                            | 歩道橋                                       |

## 乃木坂46合同会社
乃木坂46合同会社（のぎざかフォーティーシックス、Nogizaka46 LLC）は、乃木坂46関連のマネジメントを行う運営会社かつ芸能プロダクションで、乃木坂46現メンバー全員および一部の乃木坂46元メンバーの所属事務所。
KeyHolderの連結子会社ノース・リバーとソニー・ミュージックエンターテイメントの完全子会社ソニー・ミュージックレーベルズが共同で出資している合同会社であり、KeyHolderの持分法適用会社である。
会社法上の代表権は、ノース・リバーとソニー・ミュージックレーベルズにあり、職務執行者として、北川謙二と今野義雄が経営を主導している。

### 沿革
- 2012年2月14日 - 会社設立[749][751]。
- 2015年10月5日 - 法人番号指定[753]。
- 2020年7月1日 - KeyHolderの持分法適用会社となった[754]。

### 現所属者
乃木坂46所属メンバー
乃木坂46元メンバー
- 伊藤かりん[755]
- 伊藤万理華[756]
- 齋藤飛鳥[757]
- 桜井玲香[758]
- 白石麻衣[759]
- 高山一実[760]
- 中田花奈[761]
- 中元日芽香[762]
- 西野七瀬[763]
- 樋口日奈[764]
- 山下美月[765]
- 与田祐希[766]

### 乃木坂46卒業後も引き続き所属していた元メンバー
- 生駒里奈（A.M.Entertainmentと業務提携→移籍）
- 衛藤美彩（2024年に退所→TWIN PLANET）
- 斉藤優里（2021年5月に退所→株式会社321）
- 相楽伊織（2023年4月に退所→am[767][768]）
- 能條愛未（2021年3月に退所→TWIN PLANET）
- 松村沙友理（2023年8月に退所→生島企画室＜現・FIRST AGENT＞[769]）
- 山崎怜奈（2022年9月に退所[770]→マウントケープ[注釈 68]）
- 若月佑美（ゼストと業務提携→移籍）

### 乃木坂46運営委員会
乃木坂46合同会社とは別に、乃木坂46運営委員会という組織が東京都千代田区に存在しており、委員長は今野義雄が務めている（他にどのような委員で構成されているかは不明）。以前は、運営委員会の名において頻繁にニュースリリースが掲載されていたが、2021年3月26日付の「堀未央奈のブログクローズに関しまして」を最後に、公式サイトで「乃木坂46運営委員会」という表現は用いられていない。また、公式サイトには委員会の詳細は一切記述されていない。

## 商標登録
特許情報プラットフォーム「J-PlatPat」によれば、乃木坂46のロゴが商標として登録されている。権利者は、株式会社ソニー・ミュージックエンタテインメントである。